# Culture en Nouvelle-Calédonie
La Nouvelle-Calédonie a développé, au travers des nombreuses communautés qui composent sa population, une grande mixité et diversité culturelles.

## Culture ou cultures de Nouvelle-Calédonie?
(novembre 2018).
L'existence d'une éventuelle culture spécifiquement néo-calédonienne, rassemblant l'ensemble des communautés qui disposent chacune de leurs propres pratiques culturelles, fait l'objet de débat.
Selon Albert Lindt-Swanson, pseudonyme utilisé par l'initiateur d'un « mouvement numérique » dit du « club des cinq » (comprenant également l'homme politique non-indépendantiste, ancien président de l'Avenir ensemble et responsable local du MoDem Didier Leroux, le président de la Fondation des pionniers Jean-Louis Veyret, Carole Boyer et le blogueur de Calédosphère Franck Theriaux), cité sur Calédosphère : « Il existe une coutume et une médecine kanak, des danses et des chants wallisiens, des parures et des contes tahitiens, une cuisine et un art vietnamiens, une religion et des rites javanais, des rythmes et une langue créoles, une littérature et une architecture franco-européennes et, au sein de toutes ces communautés, pour chacune, autour de ces quelques exemples, il existe de réelles et complètes cultures particulières ainsi que des empathies incontournables et des solidarités irremplaçables. Il existerait donc aussi une culture particulière calédonienne ? Ou même une culture générale calédonienne ? Une chasse calédonienne ? Une pêche coloniale ? Un barbecue pionnier ? Et puis ?… What else ? Le rodéo et la country sont-ils si calédoniens ? La salade "tahitienne" et les nems sont-ils si calédoniens ? Le reste n’est, force est de le constater, même si de sentencieux essais sur cette culture aussi irréelle que l’évêché de Parténia tentent de démontrer le contraire, qu’emprunts et pâles imitations ou frénétiques gesticulations pour "tenter d’être", d’être "autre", d’être à part, d’être "quand même", d’être "plus", scientifiquement, artistiquement, universitairement, culturellement, historiquement, socialement, capitalistiquement, patrimonialement… alors, que dans les faits et dans les intentions, cette peur de ne pas être ou d’être "moins" ne repose sur aucun fondement objectif, puisque ces gens inquiets ne sont objectivement ni "moins", ni "autres", bien au contraire. Tout se passe dans la tête, dans le regard sur soi et sur l’autre, par sous-estimation réflexive ou auto-dévalorisation, totalement injustifiées et pourtant auto-prescrites ».[réf. obsolète]
En revanche, Alain Martin, doctorant à l'université Paris-VIII et professeur au lycée Anova de Païta, envisage dans l'œuvre des écrivains Georges Baudoux et Jean Mariotti la recherche et la définition d'une culture calédonienne, estimant que, en parlant du premier : « Beaucoup voient en lui (avec Mariotti) le créateur de la littérature calédonienne, le créateur d'une nouvelle culture qui n'est ni une culture canaque (sic), ni une culture européenne, mais une culture calédonienne avec ses mythes et ses "détails" spécifiques : l'île, le lagon, sa faune et sa flore, son passé avec les Canaques (sic), les bagnards, les broussards, les colons ... l'Histoire et les histoires. Son œuvre écrit cette diversité ethnique et culturelle, en prenant "différents chemins d'écriture" : légendes, histoires, mythes, nouvelles, chansons, poèmes, et en nous faisant "entendre" la richesse des "parlers", qui sillonnent à son époque la Nouvelle-Calédonie : "le" français, le bichelamar, l'anglais, l'argot des bagnards et des colons. La mise en scène des "parlers" calédoniens est une des clefs de la compréhension de l'homme Baudoux et de son style ». L'historien de la colonisation pénale Louis-José Barbançon ou le militant « accordiste » Jean-Raymond Postic se sont faits les défenseurs d'une « calédonité », d'une identité commune pluriethnique en Nouvelle-Calédonie.
En 2008, le livre Identités culturelles et sentiment d'appartenance en Nouvelle-Calédonie : Sur le seuil de la maison commune de l'ethnologue Benoît Carteron, édité par L'Harmattan, reconnaît dans son introduction que : « L'existence et la force des groupes "ethniques" ne peuvent pas être minimisées en Nouvelle-Calédonie. En dépit des mélanges qui se sont produits dès l'arrivée des Européens et l'unification imposée par la colonisation, la plupart des habitants se rattachent à une communauté culturelle distincte et plus ou moins dans l'ensemble calédonien. En cherchant à être reconnues et prises en compte dans leurs spécificités, les communautés en présence renouvellent et légitiment les lignes de séparation déjà existantes : occupation de l'espace, langues, ressources économiques, disparités sociales, autorités reconnues, façons de penser et de se comporter au quotidien ... ». De là, il entend répondre à la problématique suivante : « Dans la cohabitation et le regard que les groupes culturels portent sur eux-mêmes et sur les autres, quels sont les signes qui manifestent, ou au contraire contredisent, l'émergence d'une identité culturelle commune ? ».

## Pratiques culturelles
Plusieurs pratiques ou champs culturels communs ont émergé par acculturations, inculturations et syncrétismes entre les différentes communautés de Nouvelle-Calédonie.

### Langues

#### Parler calédonien
L'emploi du français en Nouvelle-Calédonie, langue maternelle pour les Métropolitains d'origine et leurs descendants et langue véhiculaire pour les autres groupes, a vu se développer un accent particulier plus ou moins prononcé et des emprunts à la mosaïque ethnique composant la société néo-calédonienne. Les colons, les fonctionnaires civils et militaires, les bagnards ou forçats, les déportés politiques, de droit commun et de la Commune, populations souvent rudes, ont entretenu des expressions imagées et parfois grossières (comme en témoigne l'emploi fréquent de l'interjection « L'enculé », prononcé « L'Ônculé »), considérées aujourd'hui comme vulgaire, mais qui fait la base du parler néo-calédonien. La comparaison peut être faite avec l'anglais d'Australie, qui a également connu un peuplement de bagnards, de déportés et de fonctionnaires civils et militaires au XIXe siècle : l'influence de ce peuplement se retrouve dans la langue d'aujourd'hui, dans plusieurs mots et expressions, et autres emprunts. S'y ajoute les apports des 28 langues vernaculaires kanaks (sensible dans la prononciation et l'accent, avec l'inversion phonique des sons "on" et "an", ou encore dans la tonalité qui subit un allongement phonétique, les a, les o, les an ayant une tonalité basse et allongée, à quoi s'ajoute l'emploi de mots ou expressions comme les exclamations ou interjections awa, ahou, yossi, tcha, ou les noms communs bagayou, kayafou, pilou, bougna, cagou, la plupart des toponymes qui ont été francisés), le tahitien (aita, nana, tabou, rae rae, manou ou pareo, fare), le wallisien (ayaoué, pia), le javanais (kakane, bami), le vietnamien (Chân đăng), le japonais (soyo), le bichelamar du Vanuatu (nakamal, tangyu tumas) et l'influence anglaise (tata, tinkyoubien, prononciation de certains mots comme « bus »).

#### Diffusion et protection des langues kanak
Maurice Leenhardt a mis en place à partir de 1944 des enseignements en langues océaniennes à l'École des langues orientales. Après sa retraite en 1953, son poste est repris tout d'abord par son fils Raymond (de 1947 à 1948 puis de 1953 à 1972) puis par Jacqueline de La Fontinelle, titulaire de la chaire de houaïlou puis de celle des langues océaniennes à partir de 1972 et jusqu'à sa retraite en 1999.
Le drehu est enseigné à l'INALCO depuis 1973 par Wamo Haocas (à l'origine engagé comme répétiteur en langue ajië, alors que sa langue maternelle est bien le drehu), au sein de la chaire de « houaïlou » transformée en 1977 en chaire de « langues océaniennes ». Depuis la retraite de Jacqueline de La Fontinelle en 1999, le drehu reste la seule langue de Nouvelle-Calédonie enseignée au sein de la section Langues Océaniennes de l'Institut.
Localement, si l'enseignement des langues kanakes a été rejeté, autant dans le public que dans le privé, au profit du français à l'époque coloniale, les choses ont commencé à évoluer à la fin des années 1970 avec la mise en place de réflexions à ce sujet : on peut citer en 1979 un ouvrage collectif dirigé par l'ethnologue et phonologue André-Georges Haudricourt, intitulé Les langues mélanésiennes de Nouvelle-Calédonie et publié à l'initiative du bureau psychopédagogique de la direction diocésaine de l'enseignement catholique (DDEC), pour voir poser les bases du système d'écriture plus ou moins unanimement utilisé aujourd'hui, ainsi que dans le public la création en 1978 d'un Centre territorial de recherche et de documentation (CTRDP) chargé d'envisager l'enseignement de langues vernaculaires et de produire la documentation adéquate, et d'une mission aux langues et cultures régionales auprès du Vice-rectorat. Cette première expérience est un échec, du fait du manque de motivation des hommes politiques (et même des dirigeants kanaks qui ne sont pas encore convaincus de l'importance d'un enseignement en langue mélanésienne) et des parents ainsi que de la faible formation des enseignants, qui plus est souvent nommés dans d'autres zones linguistiques que celle de leur langue maternelle.
Le tournant réel intervient durant les événements des années 1980 (nom donné à la période d'affrontements entre indépendantistes et loyalistes, de 1984 à 1988), le Front de libération nationale kanak et socialiste (FLNKS) et le « gouvernement provisoire de la Kanaky » (GPK) qui lui est associé (comme prélude à la création d'un État kanak indépendant) créent dans chacune des zones qu'ils contrôlent des « Écoles populaires kanak » (EPK) afin de développer le sentiment d'« identité kanak » chez les jeunes et lutter contre « l'acculturation » française par le biais des langues kanakes. Avec l'instauration du statut Fabius-Pisani en 1985 et la création de quatre régions, celles contrôlées majoritairement par les indépendantistes (le Centre, le Nord et les îles Loyauté) vont alors largement subventionner les EPK qui acquièrent donc un statut officiel et organiser des stages destinés à sensibiliser et à former des locuteurs pour en faire des intervenants dans les écoles (stages confiés notamment aux linguistes, chercheurs au CNRS, Jean-Claude et Françoise Rivierre en 1986). Cependant, le bilan des EPK est mitigé et a différé selon les régions : si certaines ont pu se maintenir à certains endroits plus longtemps que d'autres, et même après la signature des accords de Matignon en 1988 et l'établissement d'un « statu quo » entre partisans et opposants de l'indépendance, il n'en subsiste aujourd'hui plus qu'une, celle de Canala qui maintient une scolarisation dans les tribus pour les enfants de 2 à 9 ans tout en établissant des passerelles avec l'enseignement public à partir du cours moyen. En fait, la réussite des EPK a dépendu de la motivation des acteurs de la communauté locale, de la qualité de la formation des enseignants, du soutien financier des institutions et du maintien de relations avec l'enseignement public.
Après les Événements, les provinces Nord et Îles Loyauté ont continué autant que possible à financer les EPK subsistantes et ont développé de nouveaux programmes linguistiques et éducatifs, grâce à leur nouvelle compétence offerte par les accords de pouvoir modifier en partie les programmes du primaire pour que ceux-ci respectent mieux les réalités historiques et culturelles locales. Aux Îles, le plan « Enseignement intégré des langues maternelles » (EILM), élaboré en 1991 et entré en vigueur en 1994, semble avoir été plus ou moins couronné de succès. Dans le Nord, le plan « Paicî - Hoot ma Waap - Ajië - Xârâcùù » (PHAX) prévoit quant-à-lui d'instaurer cinq heures hebdomadaires en langues dans les écoles élémentaires (dont deux heures consacrées à l'éducation physique, deux autres à l'éducation artistique et la dernière à la géographie, à l'histoire et aux sciences), mais ce projet n'est pas suivi d'effets.
En 1992, le drehu de Lifou, le nengone de Maré, ainsi le paicî et l'ajië en Province Nord accèdent au statut d'épreuves optionnelles pour le baccalauréat.
La défense et l'enseignement des langues kanakes sont parmi les principaux enjeux définis par l'accord de Nouméa en 1998 :
« Les langues kanakes sont, avec le français, des langues d'enseignement et de culture en Nouvelle-Calédonie. Leur place dans l'enseignement et les médias doit donc être accrue et faire l'objet d'une réflexion approfondie.

Une recherche scientifique et un enseignement universitaire sur les langues kanakes doivent être organisés en Nouvelle-Calédonie. L'institut national de langues et civilisations orientales y jouera un rôle essentiel. Pour que ces langues trouvent la place qui doit leur revenir dans l'enseignement primaire et secondaire, un effort important sera fait sur la formation des formateurs.

Une Académie des langues kanak, établissement local dont le conseil d'administration sera composé de locuteurs désignés en accord avec les autorités coutumières, sera mise en place. Elle fixera leurs règles d'usage et leur évolution. »
— Article 1.3.3
Cette importance est confirmée dans la loi organique du 19 mars 1999 fixant le fonctionnement des institutions néo-calédoniennes, aux articles 140 et 215.
L'Académie des langues kanak (ALK) est officiellement créée par la délibération du Congrès no 265 du 17 janvier 2007. Elle siège au centre-ville de Nouméa, au 32, rue du Général Gallieni, et dispose de 8 sections régionales qui travaillent avec les conseils d'aires coutumières. Chaque section a à sa tête un académicien, désigné par le Sénat coutumier sur proposition du conseil coutumier concerné. Elle est dirigée, depuis le 1er octobre 2007, par Weniko Ihage, professeur certifié.
Les enfants kanaks suivent, dès la petite section de maternelle, des enseignements dans leur langue, à raison de 7 heures hebdomadaires en maternelle et de cinq heures à l'école élémentaire à la fois pour apprendre à la maîtriser et se familiariser avec leur culture d'origine, à l'écrire et à la lire mais aussi pour suivre tous les autres champs disciplinaires dans cette langue.
L'université de la Nouvelle-Calédonie a ouvert en 1999, au sein du département lettres, langues et sciences humaines, une licence mention langues et cultures régionales spécialité langues océaniennes, chargé essentiellement de former des enseignants dans l'une des quatre langues présentes au baccalauréat (drehu, paicî, nengone et ajië), ainsi que des ethnologues, avec une possibilité de choisir en troisième année entre deux parcours : un « enseignement » et un autre « sciences du langage ».
Les professeurs en langues kanak sont ensuite formés, aussi bien pour le primaire que pour les cours optionnels du secondaire, à l'Institution de formation des maîtres de Nouvelle-Calédonie.

#### Langues maternelles minoritaires
Les autres langues parlées par les communautés vivant dans l'archipel sont le wallisien, le futunien, le tahitien, le vietnamien, le javanais et le bichelamar (Ni-Vanuatu), et dans une moindre mesure le mandarin, le cantonais, le japonais ou l'anglais.

### Prénoms calédoniens
- Liste de prénoms calédoniens

### Cuisine calédonienne
- Cuisine de Nouvelle-Calédonie

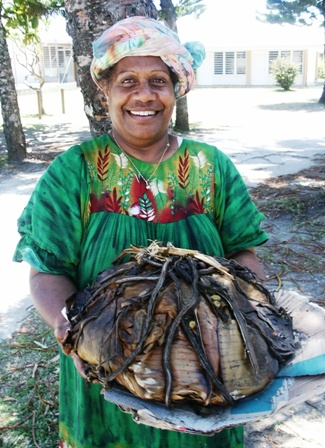
Une femme kanak présente un bougna traditionnel

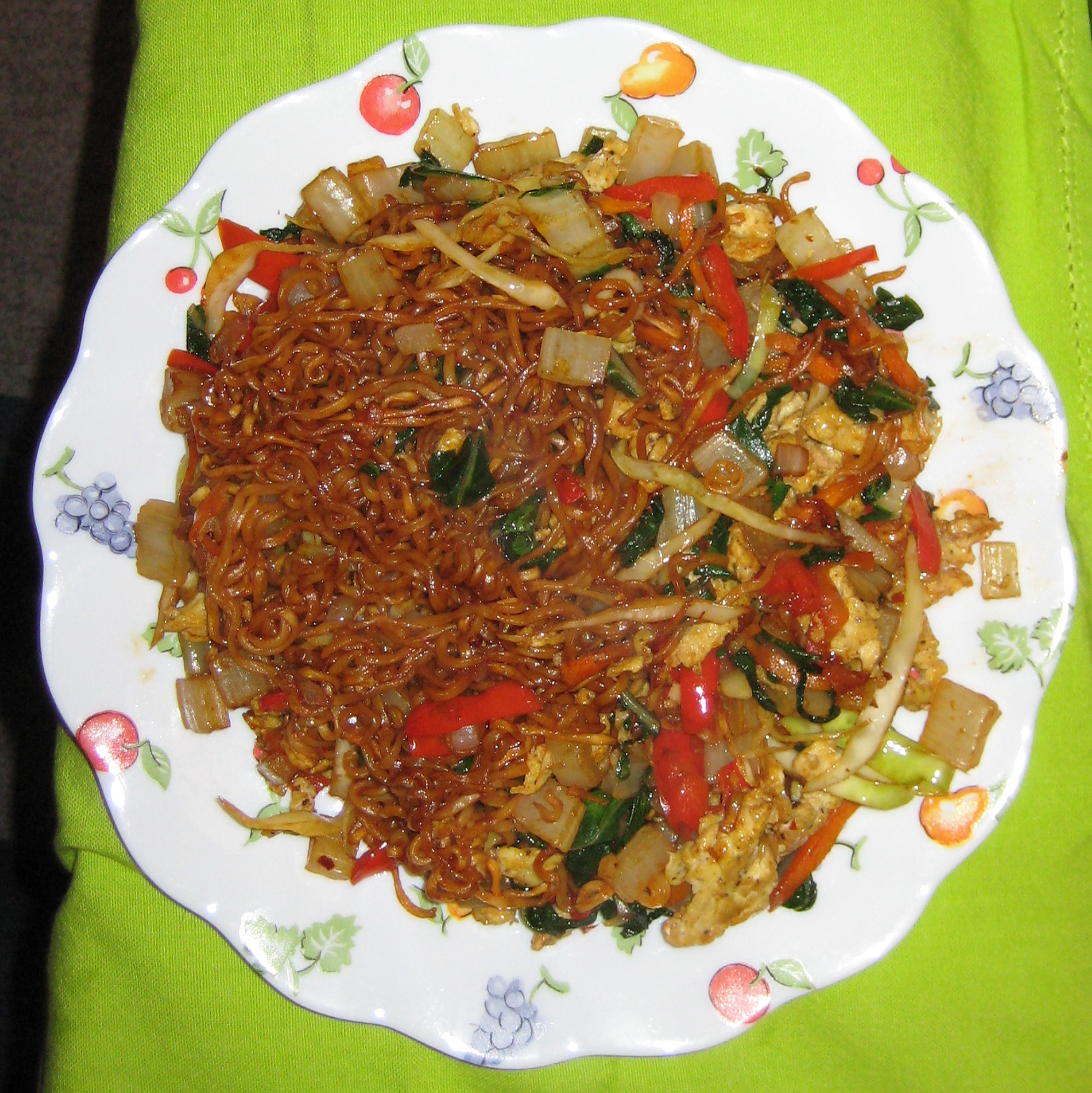
Un plat de bami, plat traditionnel indonésien très répandu en Nouvelle-Calédonie

Comme le parler calédonien, la cuisine de Nouvelle-Calédonie est surtout le fait de mélanges, adaptant les différentes spécificités culinaires (cuisines mélanésiennes fondée sur la cuisson à l'étouffée dans le four kanak et symbolisée par le bougna, plus généralement océaniennes qui ont en commun l'usage du lait de coco comme liant, françaises avec la succession de plusieurs plats, l'importance des sauces, des herbes aromatiques et du pain ou plus globalement des viennoiseries, est-asiatiques marquées par l'utilisation d'épices variées, la recherche des saveurs aigres-douces, le mode de cuisson et la présence du riz comme aliment de base) aux productions locales. Celles-ci sont issues de l'agriculture ou horticulture (tubercules comme l'igname, le manioc ou le taro, légumes tels la chayote dite « chouchoute », le pe-tsaï appelé « chou de Chine », mais aussi des tomates, par exemple, des fruits tropicaux comme la banane, la noix de coco, la papaye, la mangue, la grenadille dite « pomme liane », le pamplemousse ou le corossol, ainsi que des agrumes et certains fruits tempérés produits par les Fraisiers de Païta ou à La Foa, notamment des fraises, pêches et framboises, une culture du café ancienne et toujours bien présente même si elle a perdu la réputation et la valeur à l'exportation dont elle disposait dans la première moitié du XXe siècle avec le café Leroy, une petite production de maïs tandis que la plupart des jardins des personnes d'origine européenne comportent certaines herbes de Provence), de l'élevage (presque exclusivement pour la viande, bovine, de cerf, ovine, caprine, porcine ou de volaille, ainsi que des œufs et du miel, la production laitière étant très faible et avant tout concentrée à Bourail, nécessitant une forte importation d'Australie, de Nouvelle-Zélande voire de Métropole pour les fromages), de la chasse (cerf, roussette, cochons sauvages ou notou), de la pêche (qu'elle soit commerciale ou individuelle, avec un lagon vaste et riche en ressource halieutique qui offre une grande diversité de poissons, fruits de mer et coquillages consommables, comme le thon jaune, le saumon des dieux, le vivaneau, le mahi-mahi, le bec-de-canne, le poisson perroquet et perroquet banane, la langouste, le crabe de cocotier ou de palétuvier, les trocas, pétoncles ou sauteurs), de l'aquaculture (surtout des crevettes, avec une valeur ajoutée fortement croissante à l'exportation) et de l'agroalimentaire (avec surtout une importante production de bière, dont la plus connue et la plus consommée localement reste la Number One, ainsi que les marques locales des sodas et sirops tulem, les jus de fruits Oro ou les chocolats Biscochoc). L'influence culinaire anglo-saxonne ne se retrouve avant tout qu'à travers certains aliments importés depuis l'Australie ou la Nouvelle-Zélande, surtout dans les produits laitiers (lait qu'il soit en poudre ou liquide, beurre, mayonnaise, cheddar, philadelphia), les condiments et sauces (moutarde forte anglaise, vegemite, sauce Worcestershire), certains fruits (et jus) ou produits animaliers (surtout l'agneau et les huîtres de Nouvelle-Zélande) et les biscuits, chips, desserts ou friandises.
Cela aboutit à des pratiques culinaires relativement communes, certains plats traditionnels de chaque communauté (bougna kanak, salade tahitienne, bami indonésien, nems et porc au sucre vietnamiens, civets, filets ou saucissons de cerfs inspirés de recettes régionales françaises, carry et achards réunionnais ou boudins antillais) étant repris, préparés et consommés indifféremment par l'ensemble de la population. Certains produits en particulier deviennent des incontournables du repas typique néo-calédonien : le riz comme accompagnateur de presque tous les plats (souvent en remplacement des pommes de terre dans des recettes traditionnelles métropolitaines), la forte consommation du pain (en baguette ou « pain marmite ») et viennoiseries, la présence sur la table d'une bouteille de soyo (la marque la plus répandue restant Kikkoman), de la mayonnaise Kraft et de pots d'achards (surtout pour accompagner la viande froide) aux côtés du sel et du poivre (à quoi s'ajoute de manière plus récente la sauce arôme de la marque Maggi), l'importance du café, du chocolat Milo, du miel, des confitures, du pain et du lait en poudre de la marque australienne Sunshine (surtout en Brousse et en tribu pour ce dernier élément) pour les petits-déjeuners et du chocolat (local ou importé), des biscuits australiens Arnott's (SAO, Scotch fingers, Arrowroot, Tim Tam, Monte Carlo, les biscuits à apéritifs Shapes) ou Twisties ou de la pâte de fromage à tartiner Kraft pour les goûters.

### Littérature orale
- Aire coutumière Paici-Camuki (Alban Bensa) :
  - ténô, poésie-récit,
  - jèmââ, récits foncdateurs historico-mythiques,
  - jékutä, histoires,
  - tägädé, contes et légendes,
  - mäpéa, anecdotes développées,
  - ololo, berceuses,
  - popai, discours,

### Rap
- Ybal Khan, DJSE, Lenimirc, Solo, Tans, Nasty et Reza,

### DJ
- DJ Nekside, DJ Kenside...

### Slam
- Simane Wenethem, Paul Wamo, Laurent Ottogalli, Erwan Botrel, Lyncey Sioremu, Mickaël Prechale Sanchez, Boukman Thonon,
- Anthony Mira, Ludovic Simane Wenethem, Thierry InT.rimes Hoang, Fanny Battaglino, Israëla Sanchez,

### Humour
- Francky Lewis, Bruno Rouvière, François Ollivaud, Quentin Joubert (Kingtäz), ...

### Littérature écrite

#### Avant 1945
La Nouvelle-Calédonie a produit plusieurs écrivains qui, quels que soient leur communauté d'appartenance et leurs styles particuliers, se sont attachés à puiser dans des références culturelles diverses (européennes, tradition orale mélanésienne, parler calédonien). Les plus célèbres historiquement restent Jean Mariotti et Georges Baudoux.
Georges Baudoux (1870-1940), le premier écrivain calédonien, a écrit plusieurs nouvelles (sous le pseudonyme de Thiosse) entre les années 1910 et 1940, dont certaines sont publiées par des revues locales (Kaavo en 1919) sous le pseudonyme de Thiosse. Elles sont pourtant compilées dans des recueils et pleinement éditées, seulement après sa mort, notamment à travers les deux tomes de Les Blancs sont venus édités par la Société d'études historiques de la Nouvelle-Calédonie en 1972 et 1979. L'essentiel de ses œuvres décrit et met en avant le cloisonnement de la société coloniale. Il a entretenu des relations de respect avec Maurice Leenhardt et Lucien Lévy-Bruhl.
Jean Mariotti (1901-1975) a écrit principalement : 
- Les Contes de Poindi, recueil de contes inspirés de légendes kanaks, publié en 1939 puis revu et corrigé en 1941 et traduit en anglais, en allemand et en slovaque notamment.
- Takata d'Aïmos[19], roman fantastique lui aussi inspiré d'une légende traditionnelle kanake[20].
- Remords[21], roman psychologique sur les bagnards[22].
- À bord de l'incertaine, éd. Stock, Delamain et Boutelleau, Paris, 283 p. (réédité à Papeete en 1981 puis à Nouméa en 1996 et en 2000), récit de fiction se situant dans un pays imaginaire mais inspiré de son enfance dans le petit village calédonien de Farino[23].
- Le Dernier voyage du Thétis, éd. Stock, Paris, 1947, 251 p., recueil comprenant 7 nouvelles : « Le Dernier Voyage du Thétis », « Paysage », « Le Porto du Drafn », « Toi y'en a monnaie ? », « Simple histoire », « L'épopée accidentelle », « Nuit calédonienne »[24].
- Également plusieurs ouvrages sur l'histoire, la géographie ou l'économie de la Nouvelle-Calédonie.

Alain Laubreaux (1899̠-1968), qui a fait publier Georges Baudoux, et trois romans, Yan̠-le-Métis (1928), Le Rocher à la voile (1930) et Wara (1932).
Parmi les écrivains-poètes : Eugène Bertin, Jacques Nervat (et Marie Nervat), Frédéric Ohlen (1959) Emmanuel Istivie, Antoine Soury-Lavergne (1879-1970).

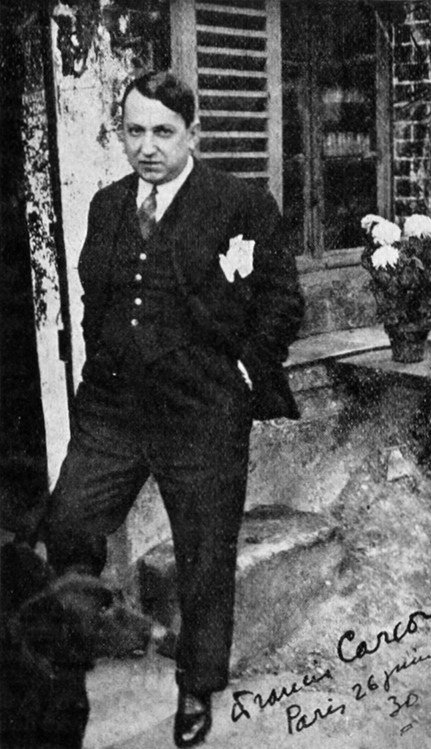
Francis Carco vers 1930

La Nouvelle-Calédonie a également vu naître ou a accueilli plusieurs auteurs renommés, en inspirant fortement tout ou partie de leur œuvre. 
- Francis Carco (1886-1958), qui a passé ses dix premières années dans la colonie.

#### Après 1945
Quelques écrivains métropolitains s'intéressent à la Nouvelle-Calédonie, dont
- A.D.G. (1947-2004), auteur de roman noir (Le Grand Sud), resté célèbre pour ses idées d'extrême droite véhiculées dans ses livres et pour avoir été témoin de la période de la montée de l'indépendantisme puis des Évènements des années 1980.
- Didier Daeninckx (1949), avec Cannibale (1998), Le Retour d'Ataï (2002), Je tue Il (2003),
- Xavière Gauthier (1942), avec L'Herbe de guerre (1992) et ses nombreux livres sur Louise Michel,

Beaucoup des écrivains sont des Calédoniens d'origine européenne.
À partir du milieu du XXe siècle, des auteurs kanak apparaissent souvent avec un ton engagé en faveur de la revendication identitaire mélanésienne. 
Les plus représentatifs restent 
- Apollinaire Anova (1929-1966), prêtre, premier écrivain kanak francophone,
- Jean-Marie Tjibaou (1936-1989), le principal dirigeant indépendantiste des années 1970 et 1980,
- Déwé Gorodey (1949-)[28], actuellement membre du Gouvernement local chargé de la Culture,
- Wanir Wélépane, pasteur, poète, auteur de Aux vents des îles (1993),
- Pierre Gope (1966-)[29],[30], poète et dramaturge, kanak de Maré. Une de ses pièces, Les Champs de la Terre, fable poétique inspiré du folklore calédonien et surtout kanak, a ainsi été représentée au Festival d'Avignon en 2006 et a fait ensuite l'objet d'une tournée en Europe. Autres œuvres : Où est le droit ? Okorentit ? (1997), Les dieux sont borgnes (2002, avec Nicolas Kurtovitch,  Wamirat, le fils du chef de Pénélo (1992), Les Murs de l'oubli (2003)...

- Nicolas Kurtovitch (1955-)[31], lui-même issu d'une famille implantée dans l'archipel depuis le XIXe siècle, et auteur contemporain néo-calédonien le plus productif et peut-être le plus connu. Son style est décrit par Jean-Claude Bourdais comme « une écriture en marche qui permet toujours une ascension », un itinéraire initiatique « toujours ancré dans l’espace ou le lieu dont il parle » qui débouche et se poursuit « par la défense et le combat permanent pour ce que le rêve a laissé entrevoir et permis d’atteindre. Seule la vigilance permet d’éviter que le rêve ne soit qu’un mirage »[32]. Son œuvre, mêlant culture occidentale et influences océaniennes ou orientales, cherche à « réconcilier deux mondes et rêve d'une fraternité universelle qui ne contredirait pas le lien au sol natal »[33]. Elle comprend[34] :
  - essentiellement des recueils de poésie (Sloboda en 1973, Vision d'Insulaire en 1983, Souffle de la nuit en 1985, L'Arme qui me fera vaincre en 1988, Homme montagne en 1993, Assis dans la barque en 1994, Avec le masque en 1997, Dire le vrai / To Tell the Truth qui est une édition bilingue de 18 poèmes avec l'auteur kanak Déwé Gorodey en 1999, On marchera le long du mur en 2000, Poème de la solitude et de l'exil en 2001, Autour Uluru et Ode aux pauvres en 2002, Le Piéton du Dharma qui a reçu le prix 2003 du Salon du Livre Insulaire d'Ouessant[35] et Le dit du cafard taoïste, 2005),
  - des recueils de nouvelles (Forêt, Terre et Tabac en 1993 qui défend l'idée d'une « relation symbiotique avec l'univers naturel et spirituel »[36], Lieux en 1994 puis réédité en 2006 avec d'autres nouvelles et Totem en 1997),
  - des pièces de théâtre (Le Sentier Kaawenya en 1998 mis en scène pour l'inauguration du Centre culturel Tjibaou, Les dieux sont borgnes avec le dramaturge et metteur en scène kanak Pierre Gope en 2002 et La Commande en 2004),
  - un recueil de Récits (Seulement des mots en 1977),
  - un roman, Good night friends, paru aux éditions « Au Vent des Îles » à Papeete en 2006, sur le thème d'un kanak qui a quitté sa terre pour aller à la ville et tombe dans une histoire d'envoûtement avec un meurtre, avec en toile de fond les questions du nom et de la terre dans la société kanak, du mélange des cultures (des mélanésiens qui aiment l'opéra), entre autres[37].
  - il a enfin participé à plusieurs anthologies, ouvrages collectifs et revues, en Nouvelle-Calédonie et en France (notamment la revue Autrement et Passerelles).
- Paul Wamo (1981)[38], poète...

La Brousse en folie de Bernard Berger permet de découvrir les singularités de la société néo-calédonienne à travers une expression humoristique accessible à tous. Cette série de bande dessinée, née en 1984, est chaque année parmi les plus gros succès d'édition de l'île. Elle a ouvert la voie à toute une bande dessinée calédonienne également incarnée aujourd'hui par Gielbé (frère de Bernard Berger, auteur de La Tribu Mathurin en 1998 et du duo Aglaé & Sidonie qui apparait sous la forme d'un comic strip quotidien dans Les Nouvelles calédoniennes pour commenter de manière humoristique l'actualité depuis 1995) ou Niko et Solo (respectivement dessinateur et scénariste de la série Frimeurs des Îles depuis 2002) ou Jilème ('Adeline et Charlotte' dans Télé NC de 2008 à 2018, 'Léannie' dans Coco TV depuis 2010) ou Jar (dessinateur depuis 1997 de la série Le Sentier des Hommes, scénarisée par Bernard Berger). Un festival biennal de la bande dessinée et de l'image est organisé depuis 2003 à Boulouparis.
L'Association des écrivains de Nouvelle-Calédonie a été fondée en 1996 par un collectif autour de Nicolas Kurtovitch.
En 1996 a été créé le prix Livre Mon Ami décerné par des enfants âgés de 9 à 13 ans vivant en Nouvelle-Calédonie à un ouvrage de littérature d'enfance et de jeunesse de parution récente et de langue française. L'auteur qui remporte le prix est ensuite invité à se rendre en Nouvelle-Calédonie pour rencontrer ses jeunes lecteurs.
Parmi les autres écrivains, Gonzague Phélip, Enguerrand Guépy (1974), Anne Bihan(1955)  etc.

### Architecture
S'il n'existe pas d'architecture néo-calédonienne à proprement parler, les constructions et les tendances contemporaines, dont le magazine Varangue rend témoignage, témoignent de références à deux traditions : celle des cases traditionnelles kanak, et celle des maisons coloniales.

#### Case kanak

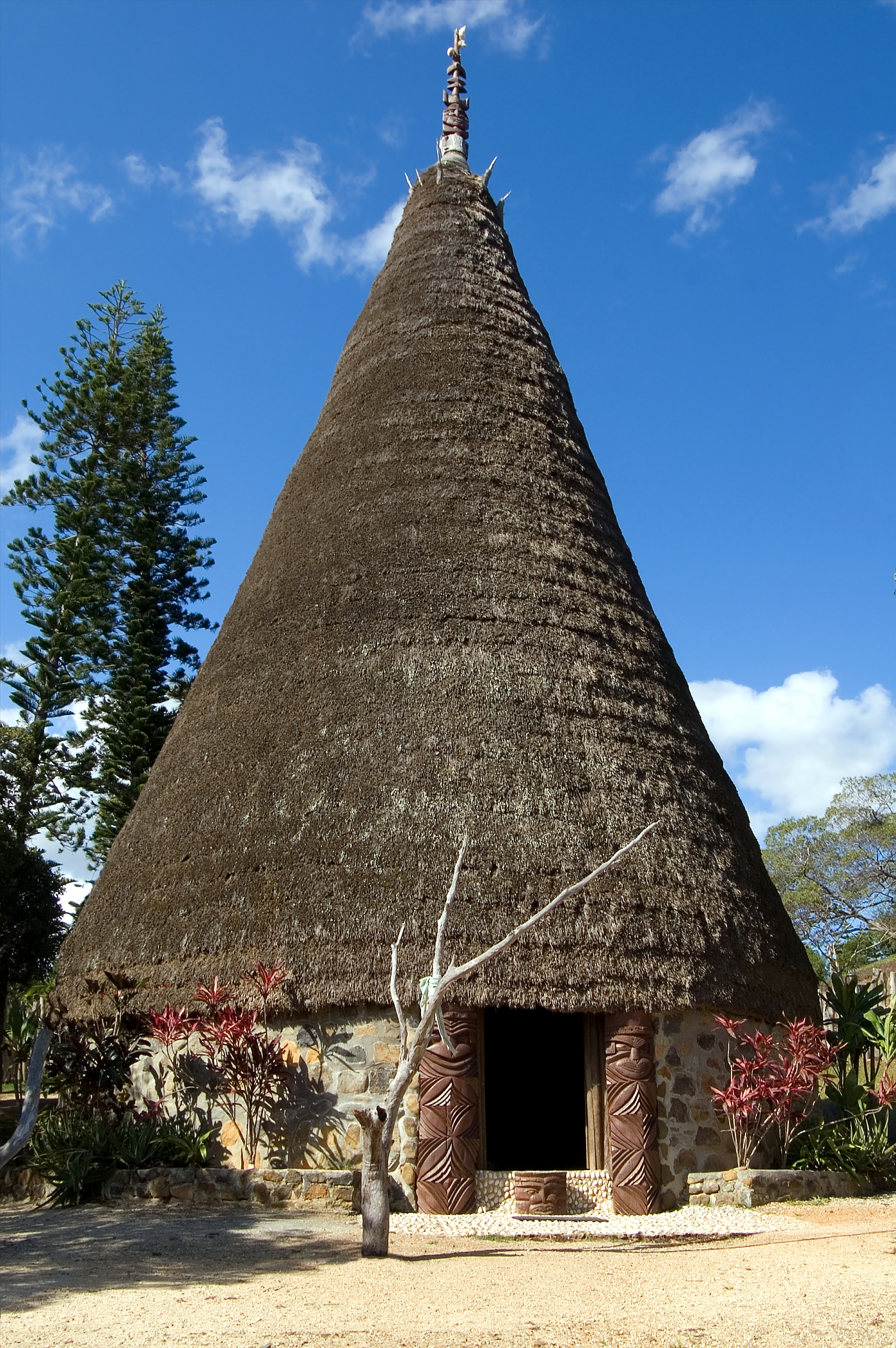
Case traditionnelle kanak située au centre culturel Tjibaou à Nouméa

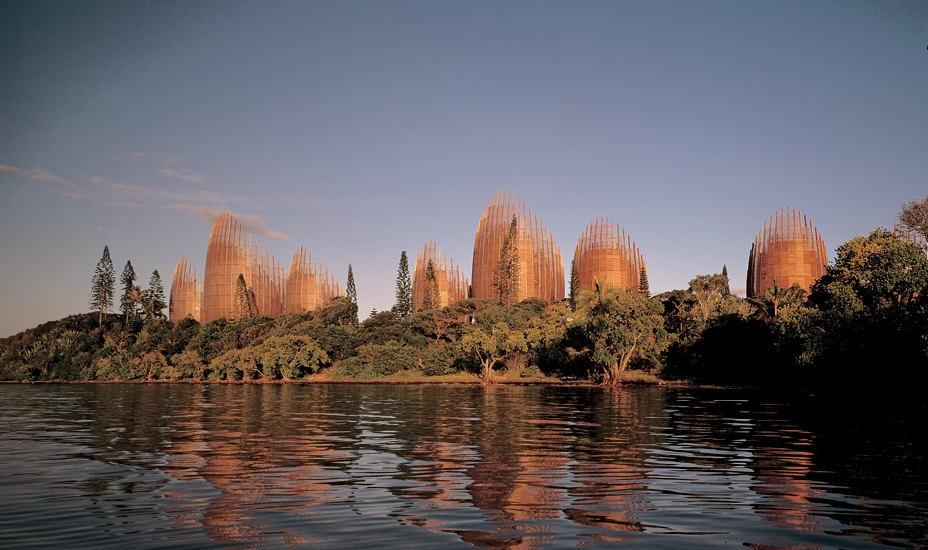
Les cases stylisées du Centre culturel Tjibaou dessinées par Renzo Piano à Nouméa

L'architecture traditionnelle kanake comprend uniquement la case, véritable symbole de l'organisation de la société. Il en existe de plusieurs types : à la fois lieux des cérémonies ou palabres (grande case du clan ou des districts des Îles Loyauté, les plus représentatives et les plus chargées de symbolisme), d'habitat (avec des cases ordinaires pour les femmes) ou de stockage (greniers à igname). Ronde (forme qui représente un espace collectif de vie, propice aux palabres, aux échanges et au maintien d’un esprit communautaire) avec un toit conique offrant souvent une forte pente (pour permettre l'écoulement des eaux de pluie, tandis que la forme aérodynamique générale de l'édifice permet une forte résistance aux vents violents quelle que soit leur direction), elle est souvent construite, notamment sur la Grande Terre où les inondations sont courantes, sur un tertre surélevé par rapport au terrain naturel pour échapper aux dégâts des eaux. Sa construction n'utilise que des matériaux végétaux : murs et « pré-couverture » du toit (kötu en Xârâcùù) en peau de niaouli (élément particulièrement étanche) généralement (et dans certaines régions avec du pandanus ou du cocotier), couverture du toit en paille (bon isolant qui permet de maintenir une température ambiante constante et douce tout au long de l'année, même en période de fortes chaleurs), attaches de la structure avec des lianes (rendent l'édifice flexible et donc résistants encore une fois aux intempéries) et éléments importants (flèche faîtière, poteau central, poteaux de tour de case, chambranle, linteau de la porte) en bois de houp (arbre endémique à la Nouvelle-Calédonie, séculaire, représentant l'origine des clans et dont le bois est sacré). Chacune des pièces sculptées a une symbolique particulière,, :
- la flèche faîtière, qui domine la case, représente le « frère aîné », à savoir le chef de clan, ou, aux Îles Loyauté, le grand chef du district, et se compose d'un visage central, d'un tronc pied qui la rattache au sommet de la case et d'une partie supérieure qui représente la spécificité du clan (percée d'une toutoute souvent pour les clans dits « de la mer », surmontée sinon d'un animal totémique ou d'une coiffe particulière). Elle est enlevée lorsque le « frère aîné »/grand-chef meurt et remplacée par celle de son successeur. Elle est devenue aujourd'hui l'un des principaux emblèmes de l'identité kanake (surtout sous sa forme percée d'une toutoute) et est présente aussi bien sur le drapeau indépendantiste kanak, les pavillons des Provinces des Îles Loyauté et Nord, le logo du gouvernement local et, plus largement, le blason de la Nouvelle-Calédonie.
- le poteau central, qui supporte la structure, c'est contre lui que s'adosse le « frère aîné »/grand-chef et autour s'assoient ses « cadets » (chefs des clans qui composent le district aux Îles Loyauté ou des lignées mineures d'un clan). Il est souvent sculpté, avec des images retraçant l'histoire orale du clan ou le symbolisant. Selon les endroits, il représente le « frère aîné » ou bien le sorcier - ministre chargé du maintien des rites qui assurent le pérennité du clan. Entre lui et l'entrée est aménagé, à même le sol, un foyer qui a une double fonction : réchauffer l'intérieur durant les moments les plus frais de l'année, et préserver l'ossature et le bois contre le pourrissement et les termites par la fumée.
- les poteaux de tour de case représentent les clans/lignées « cadettes » dépendant de celui du grand-chef/« frère aîné » : ils rappellent ainsi qu'ils sont le support de l'unité du district/clan, et que sans eux celui-ci s'effondre. Ils comprennent généralement un visage central.
- les chambranles qui entourent la porte, ils symbolisent les esprits protecteurs du district/clan dont le visage est représenté.
- le linteau de la porte est placé bas, à environ 1,50 m du sol, obligeant les visiteurs à s'incliner en signe de respect lorsqu'ils pénètrent dans la case.

Les dix haut bâtiments du centre culturel Tjibaou de Renzo Piano reprennent d'une matière stylisée la forme des cases traditionnelles kanak.

#### Maisons coloniales

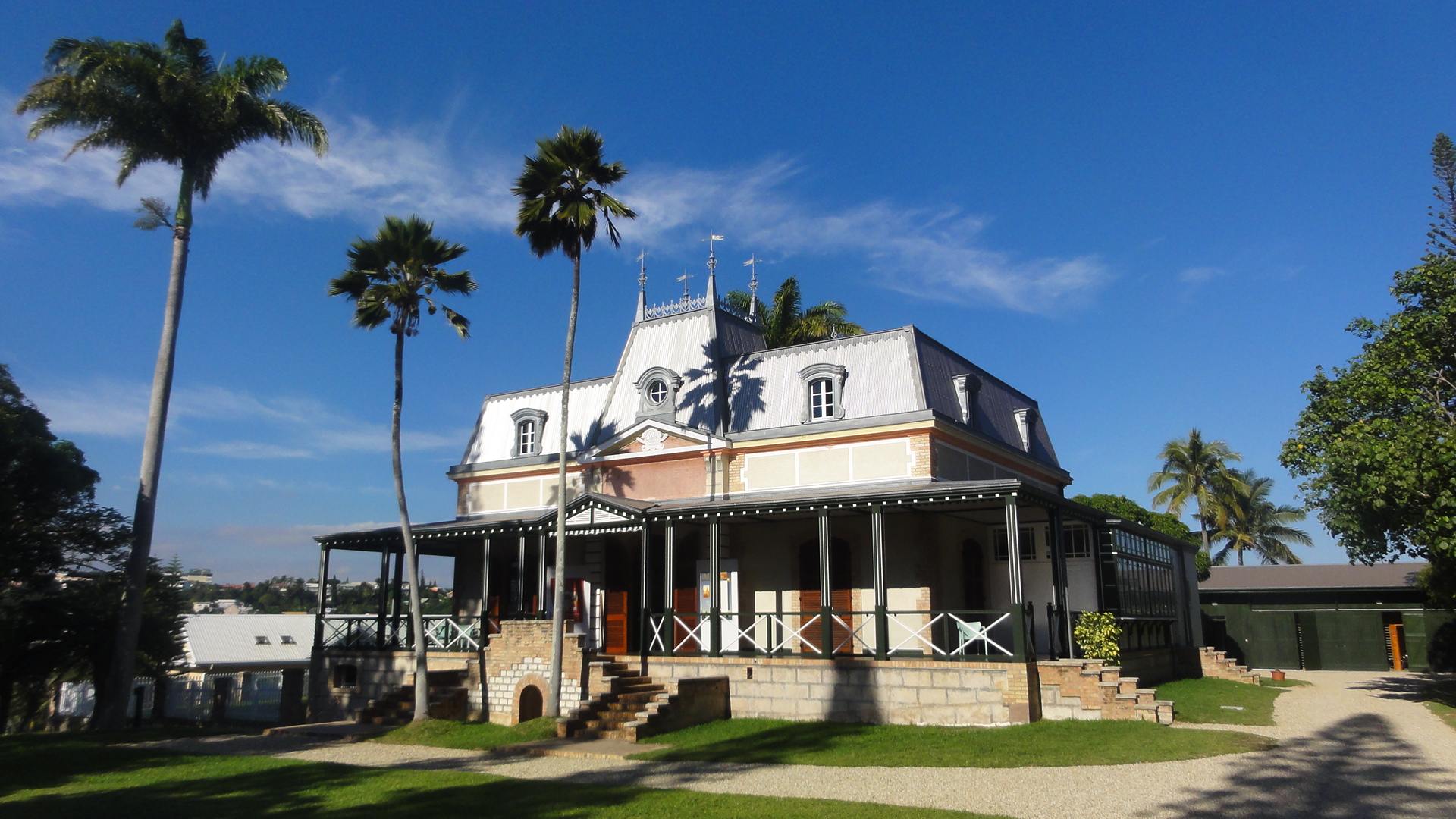
Un exemple de maison coloniale : le Château Hagen dans le quartier de la Vallée des Colons à Nouméa

La colonisation de peuplement à partir du milieu du XIXe siècle a permis le développement d'un style architectural résidentiel particulier dit des « maisons coloniales » qui se retrouve, avec certaines variantes, dans d'autres anciennes colonies françaises (Réunion, Antilles, Polynésie française, Indochine) ou anglo-saxonnes (dans les États du Sud des États-Unis ou l'Inde). Bien que de factures variables, elles offrent généralement un certain charme et un élément identitaire important pour les populations locales, notamment d'origine européenne ou Caldoches, qui poussent pour leur préservation. Toutefois, les intempéries (notamment les cyclones), l'usure (rouille des toits, pourrissement et attaque de termites sur les éléments en bois) ou divers projets immobiliers ont entraîné la disparition de la plupart de ces maisons. Présentes dans la plupart des communes ayant connu une certaine implantation européenne, surtout sur la côte Ouest, les plus célèbres et représentatives restent l'ancienne Banque Marchand ou Ancienne Mairie (première banque locale de 1874 à sa faillite retentissante pour la colonie en 1880, avant de servir d'hôtel de ville de 1880 à 1975 et reconverti en 1996 en musée de la ville), la Maison Cellières du Faubourg Blanchot (délabrée depuis le décès de sa dernière propriétaire en 1995 et « squattée » par plusieurs familles pendant des années, elle a été rachetée par un promoteur qui a eu la charge, en échange de la construction d'un immeuble sur une partie du terrain, de la reconstruire à l'identique de l'originale),, le « château Hagen » ou encore le bâtiment historique de la clinique Magnin à la Vallée des Colons pour Nouméa, le « Château Grimigni » à Pouembout. Elles comprennent généralement :
- une assise et ossature centrale (murs, fondations) en dur (pierres, chaux, voire béton cyclopéen), mais quelquefois en bois, et une toiture en tôle. Les murs sont particulièrement épais (60 à 100 cm), donnant aux édifices un aspect massif et permettant de réguler la température intérieure. La forme générale est rectangulaire. Le tout est souvent surélevé, pour éviter les inondations, profiter d'un vide sanitaire pour lutter contre la chaleur ou tout simplement, pour celles de Nouméa, parce qu'elles sont souvent construites, sur des zones marécageuses.
- un corps principal, salles de détente, salon d’été, salle à manger, chambres, et agrémentée sur l'avant, ou tout autour de la bâtisse, d'une véranda protégée d'une contre-pente avec frise de tôle découpée en pointe. Les murs sont percés d'assez larges fenêtres ou baies, avec croisillons, persiennes ou verrières multicolores. Il y a souvent un étage avec des chambres ou plus généralement un grenier (remise à meuble ou, en milieu rural, entrepôt de produits de la ferme), parfois lui aussi doté d'une véranda ornée de garde-corps de paliers ouvragés. Le toit en tôle à quatre pans en pignon (quelquefois avec un faux-pigeonnier) et surmonté de faux-pinacles ou faux-paratonnerres. Les maisons les plus travaillées disposent de marquises au-dessus des portes ou des fenêtres. Le sol est en plancher.
- une ou plusieurs annexes servant de caves (cellier, réserve à denrées, mûrisserie), d'ateliers, d'ateliers ou d'abris pour les outils ou les matériaux, de cuisine qui sont ainsi généralement séparées du bâtiment principal, de sanitaires, de logements pour les employés de maison ou ouvriers agricoles.

### Musique
Sur le plan musical, la diversité culturelle de la Nouvelle-Calédonie a donné naissance à des genres musicaux issus de mélange avec les grands courants internationaux et qui restent distincts les uns des autres.
Le Kaneka est une forme musicale née au milieu des années 1980, lors des événements politiques qui ont secoué l'île. Il trouve son origine dans le battement binaire produit sur un tronc d'arbre central lors du "Pilou", rythme traditionnellement utilisé lors des cérémonies tribales kanakes. Le meilleur représentant de ce style est la troupe de danseurs We Ce Ca, mené par le chanteur Tim Sameke, qui mêle chorégraphies traditionnelles et musiques adaptant le Kaneka à un style plus moderne, avec notamment l'introduction de sons et de rythmiques électroniques, qui ont rendu ce groupe particulièrement populaire. Le Kaneka se mêle parfois, et de plus en plus, à des rythmiques et des mélodies proches du reggae, qui est également un style musical très populaire en Nouvelle-Calédonie et notamment auprès des Kanak. De nombreuses figures internationales du reggae ont fait des concerts en Nouvelle-Calédonie : Jimmy Cliff, Israël Vibration ou encore The Wailers.
La population européenne, et surtout les Caldoches de Brousse, ou Broussards, ont développé aussi un style musical assez typique mêlant des expressions caldoches et une musicalité essentiellement empruntée à la musique country.
À cela s'ajoutent les musiques traditionnelles des autres communautés, et surtout l'ensemble des styles musicaux importés de Tahiti : tamure mais aussi la valse tahitienne (valse à deux temps), entre autres. Les rythmes antillais (zouk, méringue, bachata), et plus généralement d'Amérique latine (essentiellement la salsa).
À côté de cela se développe de plus en plus des groupes de jazz, musique soul ou rock. Des festivals musicaux se sont multipliés depuis les années 1990 : le festival Live en août qui a existé de 1991 à 2008 initialement pour mieux faire connaître les musiciens de jazz du territoire sous le nom de Jazz en août avant de prendre sa dénomination définitive en 1998 ; le festival Femmes funk créé en 1997 essentiellement pour promouvoir les artistes féminines de la zone Pacifique (mais pas seulement). L'association AMJ-BECA organise des concerts de blue et de jazz de très bonne qualité.
Si la Nouvelle-Calédonie a su se doter de nombreuses salles de spectacles ou de concert, dont celles du Conservatoire, du café-musique Le Mouv' de Rivière-Salée et celles plus importantes de la salle Sissia du Centre culturel Tjibaou ou de la Fédération des Œuvres laïques (F.O.L), auxquelles s'ajoutent des salles en brousse (le centre culturel du Mont-Dore, le Colisée de Bourail...). Mais elles restent de capacité réduite, et aucun espace adéquat pour accueillir des concerts plus importants n'a été jusqu'ici clairement délimité (ces dernières années, la plupart d'entre eux s'organisaient sur la presqu'île de Nouville à Nouméa, sur la plaine du Kuendu Beach). La construction d'une grande salle de concert est néanmoins en projet, tandis que la nouvelle grande salle polyvalente sportive de l'« Arène du Sud », inaugurée en 2011 en vue des Jeux du Pacifique organisés par la Nouvelle-Calédonie cette année-là, est également prévue pour accueillir des spectacles et événements couverts.

### Arts visuels
Les artistes visuels néo-calédoniens représentés à la Biennale d'art contemporain (du Pacifique) de Nouméa en 2000 sont, d'après le catalogue (édition ADCK), Ariella Blancher, Teddy Diaike, Lydie Gardet, Florence Giuliani, Félix Waïbo Homou, Hélène Janet, Jean-Michel Kate, Laurence Lagabrielle, Christine Launay, Gaël Lecren, AlineMori, Valérie Morignat, Denis Tsuitsui, Ito Waia.
De nombreux artistes kanak continuent à produire des œuvres s'inspirant des traditions, valeurs, techniques kanak.

### Cinéma et production audiovisuelle
Le cinéma spécifique néo-calédonien s'est développé de manière récente, essentiellement par le biais de courts-métrages et de films amateurs, par le biais surtout du festival annuel organisé à La Foa depuis 1999, ou du festival international du cinéma des peuples, baptisé Anûû-rû âboro (signifiant « L'Homme de l'ombre » en paicî), également organisé chaque année en octobre-novembre depuis 2007 à Poindimié.
Longtemps choisie comme décor de documentaires (notamment par Jacques-Yves Cousteau, ou par Luc Besson pour Atlantis en 1991) ou d'émissions de télévisions (Koh-Lanta pour sa cinquième saison à l'Île des Pins en 2005 et pour son édition spéciale Le Choc des héros à Poum en 2010, La Carte au trésor avec deux émissions en 2005, C'est pas sorcier avec là aussi deux émissions en 2005, des éditions de Thalassa, Vu du ciel, Capital, Strip-Tease, Infrarouge), la Nouvelle-Calédonie a fait l'objet de relativement peu d'œuvres cinématographiques. Parmi les longs métrages filmés dans l'archipel ou portant principalement sur celui-ci peuvent être cités essentiellement Le Bal du gouverneur de Marie-France Pisier en 1984 ou L'Ordre et la Morale de Mathieu Kassovitz, dont la sortie est prévue pour le 21 septembre 2011. S'y ajoutent, par exemple, le téléfilm Louise Michel de Sólveig Anspach, et avec Sylvie Testud dans le rôle-titre, diffusé en 2010 sur France 3, ou la série télévisée Foudre diffusée depuis 2007 sur France 2 et certaines chaînes étrangères.
La production spécifiquement locale est restée limitée. La mini-série Chez Nadette, produite par la société nouméenne Imag'in Productions, a été diffusée sur Télé Nouvelle-Calédonie en deux saisons de 2008 à 2010. Le Banana Studio, également basé à Nouméa, est à l'origine du personnage de « Wouk le cagou » qui, à travers de courts sketchs animés, illustre une émission ludique d'information sur la culture, la géographique ou la biodiversité de Nouvelle-Calédonie : D'après vous, diffusée depuis 2008 sur la même chaîne.

### Arts du cirque
L'école de cirque de Nouvelle-Calédonie, anciennement L'école de cirque de Nouméa a été fondée par Isabelle Giang et Nadia Rames. Cette ancienne artiste internationale du cirque de Hanoï a décidé de développer en 1991 des ateliers de cirque avec la complicité de son père. L'école est située dans le quartier de Rivière Salée, salle Ernest-Veyret.

## Divertissement, humour et production audiovisuelle sur Internet
Le divertissement sur Internet existe en Nouvelle-Calédonie depuis la création de YouTube en 2005 notamment avec le collectif Banana Studio ou avec celui de F.KC Records créé par le journaliste Dominique-Pierre Mariotti (1958-2011) qui produisait des web-reportages tournés à Nouméa et en Brousse pour divers blogs locaux. Il faut attendre l'année 2009 pour qu'apparaissent les premières Web-TV essentiellement axées sur la politique et la culture : Tatele.nc (2009), La Télé du Cagou (2009), Rex TV (2009), ZM Prod (2009), Koodji TV (2011), Tazar TV (2012), Siman hors d'Ici (2012), NCI (2013). À partir de 2011-2012, la création des cyber-bases dans les maisons de quartiers et la démocratisation des réseaux sociaux sur le web ont engendré une nouvelle génération de podcasters se mettant en scène devant une caméra à la manière des présentateurs télévisés. Ce phénomène mondial de l'utilisation de YouTube et des réseaux sociaux rompt avec une ancienne génération généralement anonyme et plus axée sur les techniques du web-reportage. Certains membres de web-collectifs comme la Web-Zone Studio, Blague de Merde, Cal3dovrac ou encore Crazy Voizin sont le point de départ de cette "génération d'humoriste 2.0". 

### Première Génération (2012 - 2015)

#### Humoristes
- Kingtäz (Quentin Joubert) Dany Banreu, Armagz - Esteban, Thomas Kuanéné ...

#### Collectifs
- Web Zone Studio, Cal3dovrac, Crazy Voizin (CVUP!), Blagues de Merde

### Seconde Génération (2016 - 2018)
- Eliott Salinas (French Walker), Louis en Vlog, Henix, Jade Thillier, Jacko Dihacé, Marielle Karabeu,

### Réalisateurs sur Internet
- Maxime Buffeteau
- Ben de los Santos
- Alain Nogues

Collectifs FK.C Records (2006-2008 : Dominique-Pierre Mariotti, Olivier Ozwald, Jimmy Janet, Vincent Lépine) - Tatele.nc (2009-2010 : Satu von Hellens, Nathalie Daly, Claude Beaudemoulin, Olivier Gresse, Fred Cance) - La Télé du Cagou (2009-2017 : Jimmy Janet, Matthieu Perrochaud, Vincent Lépine, Samuel Breton) - Koodji TV (2011-2013 : Nicolas Bonneau) - NCI (Maxime Le Braz, Christophe Maunier, Tahnee Jacob, Quentin Joubert)- Koi ça Geek ? (2016 : Jean-Jacques Wauka)

## Infrastructures culturelles

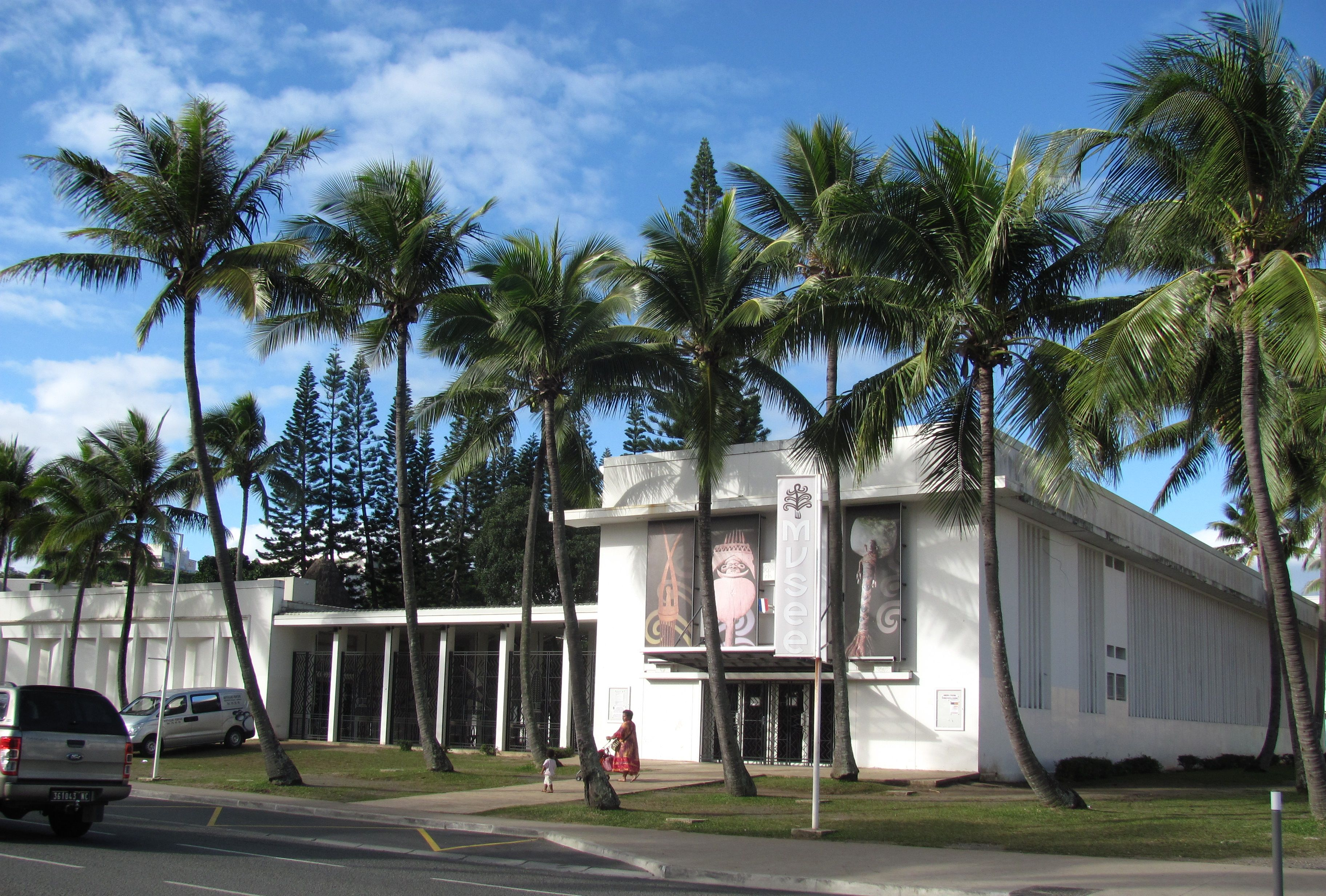
Le Musée de Nouvelle-Calédonie

La population de la Nouvelle-Calédonie est inégalement répartie, avec une très forte macrocéphalie de Nouméa et de son agglomération (qui avec plus de 150 000 habitants regroupe plus des deux-tiers des Néo-calédoniens). Il existe donc d'importantes disparités dans l'équipement culturel des communes.

### À Nouméa
La plupart des infrastructures culturelles sont concentrées sur le chef-lieu de la Nouvelle-Calédonie, Nouméa. S'y trouvent notamment : 
- les Archives territoriales dans la presqu'île de Nouville, à côté du campus[54],
- Deux bibliothèques : 
  - la bibliothèque Bernheim, installée dans un bâtiment de style colonial ayant servi de pavillon de la Nouvelle-Calédonie lors de l'Exposition universelle de 1900 à Paris, démonté et reconstruit à Nouméa, en bordure du centre-ville, par l'homme d'affaires philanthrope Lucien Bernheim pour servir de bibliothèque-musée à la colonie (à partir d'une collection de livres réunies entre 1871 et 1874 par le gouverneur de La Richerie). En 1971, le musée est déplacé sur un site qui lui est propre, au Quartier latin, et la bibliothèque est agrandie d'un deuxième bâtiment en 1981[48],
  - la médiathèque municipale de Rivière-Salée a été ouverte en octobre 2000 dans le quartier populaire dont elle tire son nom, au nord de Nouméa[55],
- Quatre musées :
  - le musée de Nouvelle-Calédonie, créé en 1971 à partir des collections jusqu'alors exposées à la bibliothèque Bernheim et de divers apports, il est consacré à l'archéologie et à l'ethnologie des populations océaniennes, essentiellement de la population kanake (sculptures anciennes, totems, masques funéraires, poteries, parures, bijoux, monnaies kanaks, sagaies, flèches faitières, reproduction de pirogues et d'une grande case installée dans sa cour intérieure) mais aussi avec des œuvres provenant d'autres sociétés insulaires du Pacifique, notamment de Papouasie-Nouvelle-Guinée, Wallis-et-Futuna, Vanuatu ou des Fidji[56].

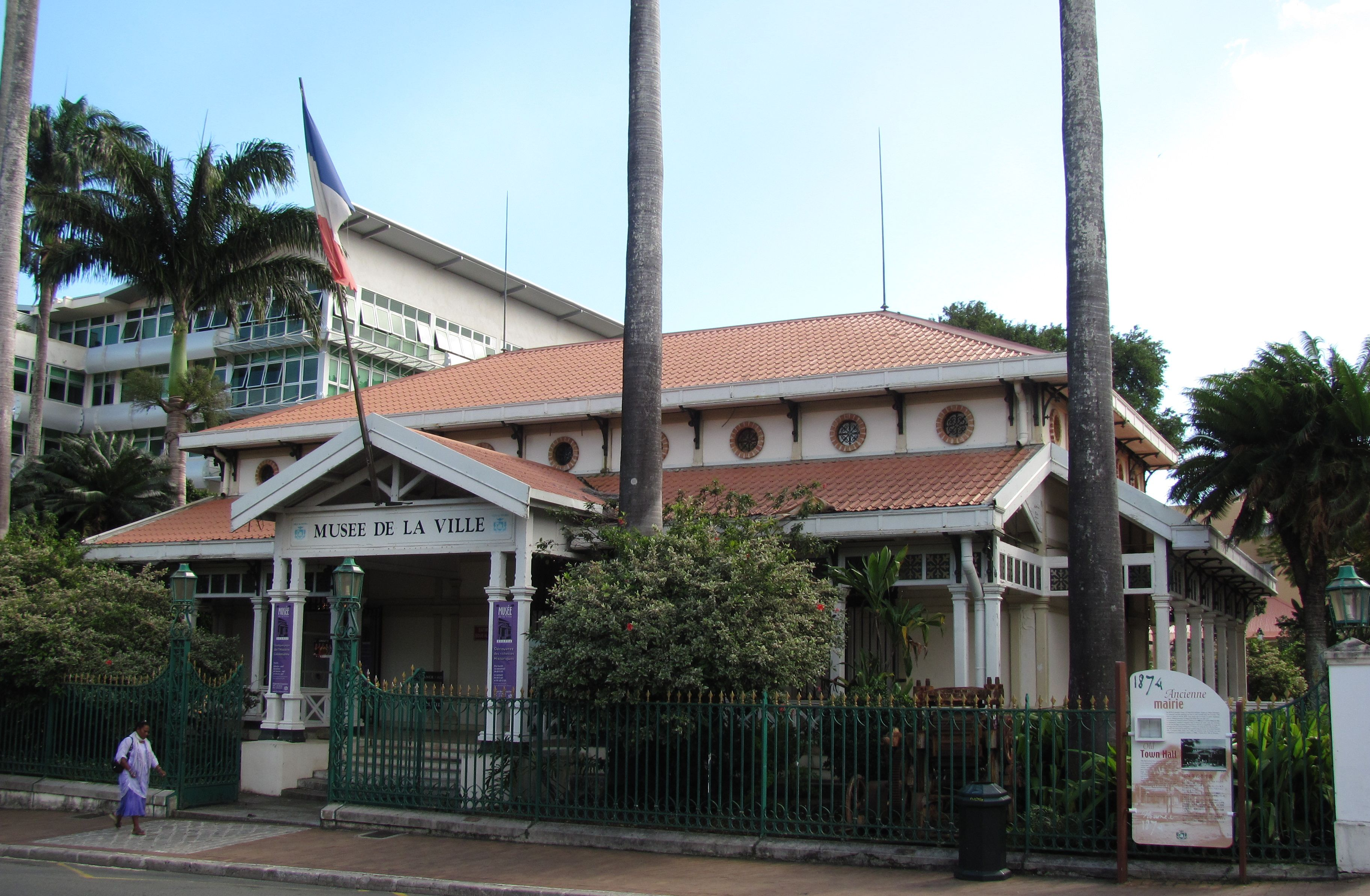
Le musée de la ville de Nouméa, installé dans l'ancienne mairie du chef-lieu

- le musée de la ville de Nouméa, fondé en 1996 et installé dans un bâtiment de style colonial récemment rénové, en bordure de la place des Cocotiers. Celui-ci avait, par le passé, servi tout d'abord de local à la Banque Marchand, première banque locale, de 1874 à 1880, puis, après la faillite retentissante de cet établissement financier, d'hôtel de ville de 1880 à 1975. Il accueille plusieurs objets retraçant l'histoire du chef-lieu de la Nouvelle-Calédonie de sa création en 1854 à nos jours, issus de plusieurs collections privées (dont celle de la Société Le Nickel), mais aussi deux expositions permanentes : une au sous-sol sur la Nouvelle-Calédonie dans la Grande Guerre et la seconde à l'étage sur la Seconde Guerre mondiale.
- le musée de l'histoire maritime, inauguré le 4 octobre 1999 dans les locaux de l'ancienne gare maritime sur les quais du port, à l'entrée de Nouville, et créé à l'initiative de deux associations de passionnés d'archéologie sous-marine : « Fortune de mer » (au champ d'action limité aux eaux territoriales néo-calédoniennes) et « Salomon » (qui s'intéresse au mystère de la disparition du navigateur Jean-François de La Pérouse près de l'île de Vanikoro aux îles Salomon en 1788). Le musée expose ainsi de manière permanente, sur 600 m2, les découvertes des différentes campagnes de fouilles réalisées par ces deux associations, selon 6 thèmes : les premiers navigateurs (sur les techniques de navigation des premiers peuples océaniens), l'ère des grands découvreurs, les aventuriers et commerçants (sur les santaliers et baleiniers du début du XIXe siècle), de Port-de-France à Nouméa, sur la route du nickel et au temps des Américains. À cela s'ajoutent des expositions temporaires, installées à l'étage du bâtiment,
- le musée du Bagne, installé dans l'ancienne boulangerie en pierre du bagne sur la presqu'île de Nouville, qui passe pour être le plus ancien bâtiment construit par l'administration pénitentiaire sur ce site, a été créé par l'association « Témoignages d'un passé ». Il n'est pas ouvert en permanence, mais se visite à la demande et est le point de départ d'un tour guidé des différentes infrastructures du bagne de Nouville : la chapelle, les anciens ateliers qui abritent aujourd'hui le département de droit, économie et gestion de l'université de la Nouvelle-Calédonie, l'ancien magasin aux vivres devenu le Théâtre de l'île, l'ancien hôpital du marais et actuel CHS Albert-Bousquet, la ferme Nord et la laiterie,

- Deux théâtres, gérés par le Centre d'Art de la Ville de Nouméa : 
  - le Théâtre de l'île, ouvert en 2000 dans un édifice massif en pierre taillée du bagne de Nouville construit en 1875 pour servir de cathédrale (fonction qu'il n'a jamais remplie) et qui a été successivement un magasin aux vivres de la pénitentiaire, lieu d'élevage de vers à soie à partir de 1930, salle de bal, centre de regroupement des prisonniers à partir de 1940 et salle de cinéma et de spectacle à partir de 1970. Entièrement réaménagé par la ville de Nouméa à partir de 1994 pour le faire répondre aux normes acoustiques et d'organisation de l'espace (avec une salle de 354 places et l'aménagement de coulisses) d'un théâtre moderne. Dominant la mer, il est voisin du campus et des archives territoriales[59],
  - le Théâtre de poche est une salle de spectacle de petite taille et au caractère intimiste, et fait partie des locaux du Centre d'Art installés en 1996 dans les bâtiments de l'ancienne prison civile, à côté du palais de Justice. Le Centre d'Art, outre des locaux administratifs, accueille également des salles d'expositions et de répétitions mises à disposition des troupes de théâtre, chorales ou autre associations artistiques affiliées à cette institution[60],
- le Centre culturel Tjibaou, véritable vitrine tant sur les plans local, régional qu'international de la culture kanak, installé dans un complexe monumental réalisé entre 1995 et 1998 près du site qui avait accueilli en 1975 le festival Mélanésia 2000 organisé par Jean-Marie Tjibaou, en bord de mer à l'est de Nouméa, à côté du quartier résidentiel et du golf de Tina. Il est l'œuvre de l'architecte italien Renzo Piano qui a pris le parti d'allier modernité et architecture vernaculaire dans un style devenu mondialement célèbre, notamment pour ses dix hauts bâtiments nervurés et effilés en bois et acier, figurant des cases traditionnelles stylisées. Géré par l'Agence de développement de la culture kanak (ADCK), fondé par les Accords de Matignon, et inauguré dans le cadre de la signature de l'Accord de Nouméa les 4 et 5 mai 1998, il comprend une salle de spectacle couverte de 400 places en bois (salle Sissia), une scène en plein air, un sentier kanak qui fait l'office d'une visite commentée, des salles d'expositions, de cours d'initiation aux arts et techniques de fabrication d'ouvrages traditionnels, de récit de contes et légendes kanaks et une médiathèque.
- l'Académie des langues kanak, prévue par l'Accord de Nouméa et créée officiellement le 17 janvier 2007, est chargée de la promotion des langues kanakes et de leur enseignement. Elle est installée dans un immeuble entre le port et le centre-ville de Nouméa,
- Trois foyers socio-culturels communautaires, proches les unes des autres à l'entrée du quartier de Tina Golf et près de l'Aéroport de Magenta :
  - le Foyer wallisien et futunien, créé en 1972 et géré par l'association éponyme qui défend les intérêts des Néo-calédoniens originaires de Wallis-et-Futuna (troisième plus importante communauté de Nouvelle-Calédonie), le foyer est le lieu des manifestations culturelles (tout particulièrement la fête de saint Pierre Chanel chaque 28 avril) et coutumières propres à cette population, ainsi que des conférences et des spectacles en rapport avec la culture wallisienne et futunienne,
  - le Foyer vietnamien, créé en 1974 et géré par l'Amicale vietnamienne, il offre plusieurs cours d'initiation à la culture vietnamienne ou plus généralement asiatique : de langue, de danse à deux, de taekwondo, de tai-chi-chuan, vo duong sinh ou tai-chi vietnamien ou de viet vo dao, ainsi que des manifestations ou spectacles propre à la communauté (notamment pour la fête du Têt, ou Nouvel An), tandis que le foyer abrite également la pagode Nam Hai Pho Da, lieu de méditation pour la pratique du bouddhisme mahāyāna de tradition vietnamienne.
  - le Foyer tahitien, créé en 1978 et géré par l'association Tahiti Nui, y sont organisés des cours de danse tahitienne, des activités artisanales, tandis que le foyer est loué pour des manifestations culturelles, festives ou associatives.
- le Conservatoire de musique de Nouvelle-Calédonie, ancienne École territoriale de musique (ETM), elle est installée dans l'ancien consulat britannique, grand bâtiment de style colonial datant du XIXe siècle situé dans le quartier de l'Artillerie Nord. L'École de musique de Nouméa, créée en 1974, s'y installe avant de se transformer en l'ETM puis en Conservatoire. Outre des leçons instrumentales et de solfèges, le Conservatoire abrite également un auditorium servant à accueillir des concerts et récitals de musique orchestrale, classique ou non (notamment de jazz), ou de chants (choral, lyrique ...), réalisés par des artistes locaux ou internationaux[61]. Le conservatoire organise également des cours en dehors du chef-lieu du territoire, au Mont-Dore, à Dumbéa, Païta, Boulouparis, La Foa, Bourail, Koné, Koumac et Wé à Lifou[62],
- la Fédération des Œuvres Laïques (FOL) qui dispose, au sommet de la colline dite du Sémaphore qui domine le centre-ville et la Vallée du Génie, d'un bâtiment accueillant une salle de spectacle (où ont lieu essentiellement des représentations théâtrales, des manifestations comme l'élection de Miss Nouvelle-Calédonie, la plupart des spectacles de fin d'année des écoles nouméennes et des spectacles d'artistes ou d'humoristes locaux, métropolitains ou internationaux) de 550 places, et une salle d'exposition[63].
- le Café musiques municipal « Le Mouv' », « monolithe habillé d'une résille en bois et en métal, comme une double peau » installé dans le parc municipal de Rivière-Salée au nord de la ville et inauguré en août 2001. Il consiste en une salle de concert de 200 m² et de 400 places et en une scène de 100 m²[64],
- 12 salles de cinéma au sein du multiplexe CinéCity, en bordure du port et du centre-ville, soit un bâtiment de 5 niveaux comprenant un espace de jeux d'arcade, de restauration et la billetterie au rez-de-chaussée, les salles dans les trois premiers étages et enfin les bureaux de la société Hickson qui gère ce cinéma au dernier étage. Toutes les autres salles (celles du Rex, du City, l'autre cinéma Hickson à Nouméa, du Plaza et du Liberty) ont toutes été démolies ou reconverties. Le choix des films reste généralement limité et retardé vis-à-vis des sorties internationales et françaises[65],[66].

### Dans le Grand Nouméa

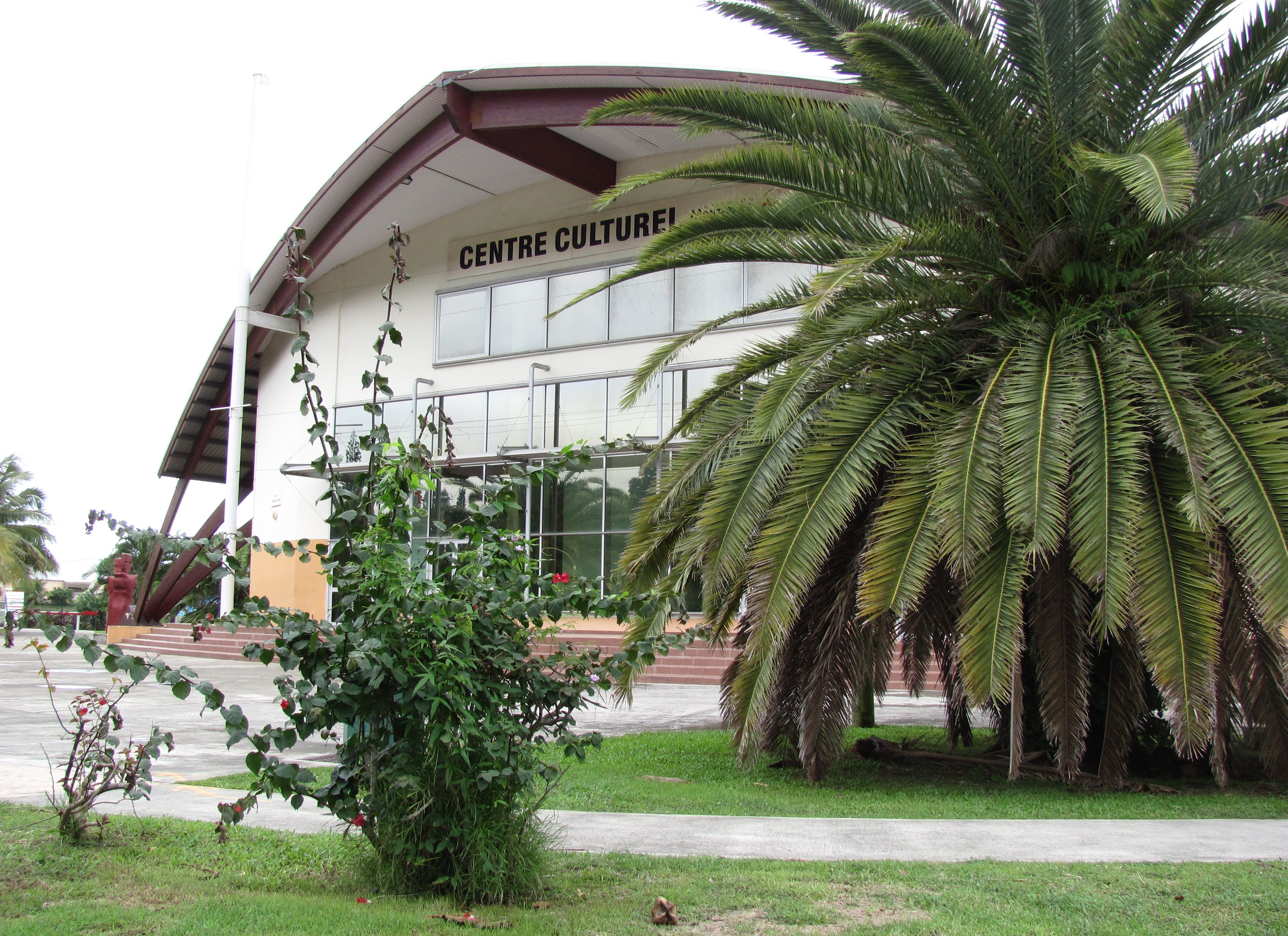
Le centre culturel municipal du Mont-Dore

Dans les trois autres communes du Grand Nouméa (Mont-Dore, Dumbéa et Païta), apparaissent :
- trois bibliothèques :
  - les bibliothèques municipales du Mont-Dore (bibliothèque Denise-Frey au Pont-des-Français et celle annexe de Plum) et de Dumbéa,
  - la médiathèque de Païta,
- un musée : la Villa-Musée (reconstitution d'une maison traditionnelle de colon-éleveur) de Païta,
- trois centres culturels :
  - le centre culturel municipal de Dumbéa (servant surtout de salle de spectacle et des fêtes),
  - le centre culturel municipal du Mont-Dore (essentiellement salle de spectacle, pour des représentations théâtrales ou des concerts, lieu principal du festival Femmes Funk depuis 2009),
  - le dock socio-culturel de Païta,
- la salle polyvalente de l'Arène du Sud à l'entrée du village historique de Païta, essentiellement parc omnisports de grande capacité inauguré en 2011 et pouvant accueillir des spectacles et événements d'importances internationales,
- le Foyer indonésien de Robinson, inauguré en 1975 et géré par l'Association indonésienne de Nouvelle-Calédonie (AINC),
- le Fale Fono de Païta, inauguré en 1999, qui est donc le lieu des principales réunions et assemblées tenues par les autorités coutumières de la communauté wallisienne et futunienne.

### Dans le Sud rural

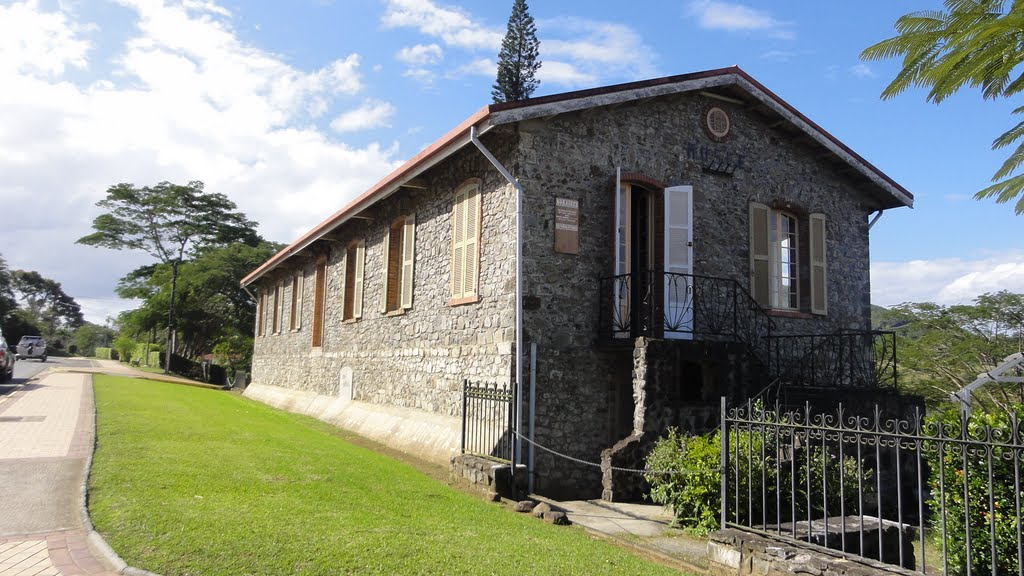
Le musée de Bourail, à l'entrée sud du village

Dans le Sud rural, l'équipement culturel est également assez développé, avec :
- les bibliothèques municipales de Boulouparis (qui accueille le festival biennal de bande dessinée), Bourail, Moindou, Thio et Yaté et la médiathèque de La Foa,
- le musée de Bourail (sur l'histoire, essentiellement rural et de la colonisation pénale, du village) et celui de la Mine à Thio, commune où a été fondée la Société Le Nickel,
- le carrefour culturel de Bourail, le centre socio-culturel de La Foa et la maison de la culture de l'Île des Pins,
- la salle de spectacle municipale du Colisée (à la fois théâtre et petite scène de concert) de Bourail,
- les salles de cinéma de Bourail et Jean-Pierre Jeunet de La Foa (lieu du festival de La Foa).

### En Province Nord

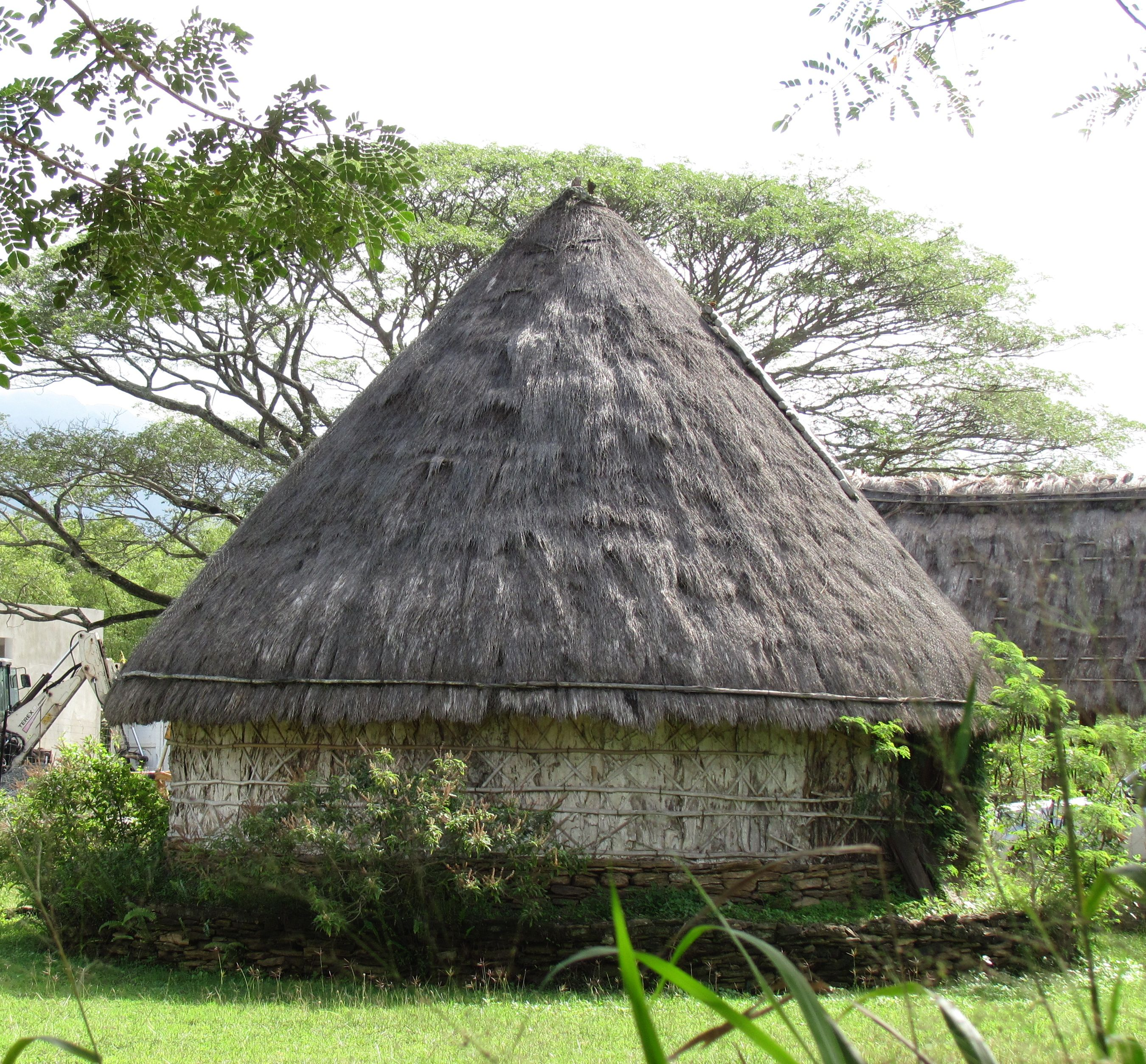
Cases du centre culturel provincial du Nord à Koné.

En Province Nord, le nombre d'infrastructures culturelles est plus réduite, quoiqu'en développement notamment dans la conurbation Voh-Koné-Pouembout (VKP) et du Grand H (VKP à quoi sont ajoutées des communes de la côte Est Hienghène, Touho, Poindimié, Ponérihouen et Houaïlou) :
- les huit bibliothèques municipales de Hienghène, Houaïlou, Kaala-Gomen, Koné, Koumac, Pouébo, Pouembout et Voh, et deux médiathèques, celle provinciale de Poindimié et municipale de Canala,
- deux centres culturels : celui municipal Goa Ma Bouarate de Hienghène (avec expositions, salles de spectacle et un musée sur les arts et traditions kanak) et celui provincial de Koné,
- la salle polyvalente (de conférences, de soirées et seule salle de cinéma du Nord) Au Pitiri de Koné (ancien cinéma « CinéKoné » fermé en 2002 pour connaître une longue période de réhabilitation, elle est ouverte en décembre 2009 et officiellement inaugurée en juillet 2010)[67].
- l'école du multimédia et de l'image (EMIA, emia.nc), depuis 2008, à Koné,

### Aux Îles Loyauté
Si les trois communes insulaires des Îles Loyauté disposent chacune d'au moins une infrastructure culturelle, il s'agit de la province la moins équipée sur ce plan, avec :
- trois bibliothèques : celles municipales d'Ouvéa et de Maré et celle provinciale Lôhna de Wé à Lifou,
- le centre culturel provincial Yeiwéné Yeiwéné situé dans la tribu de Hnainèdre à Maré.

### Structures itinérantes

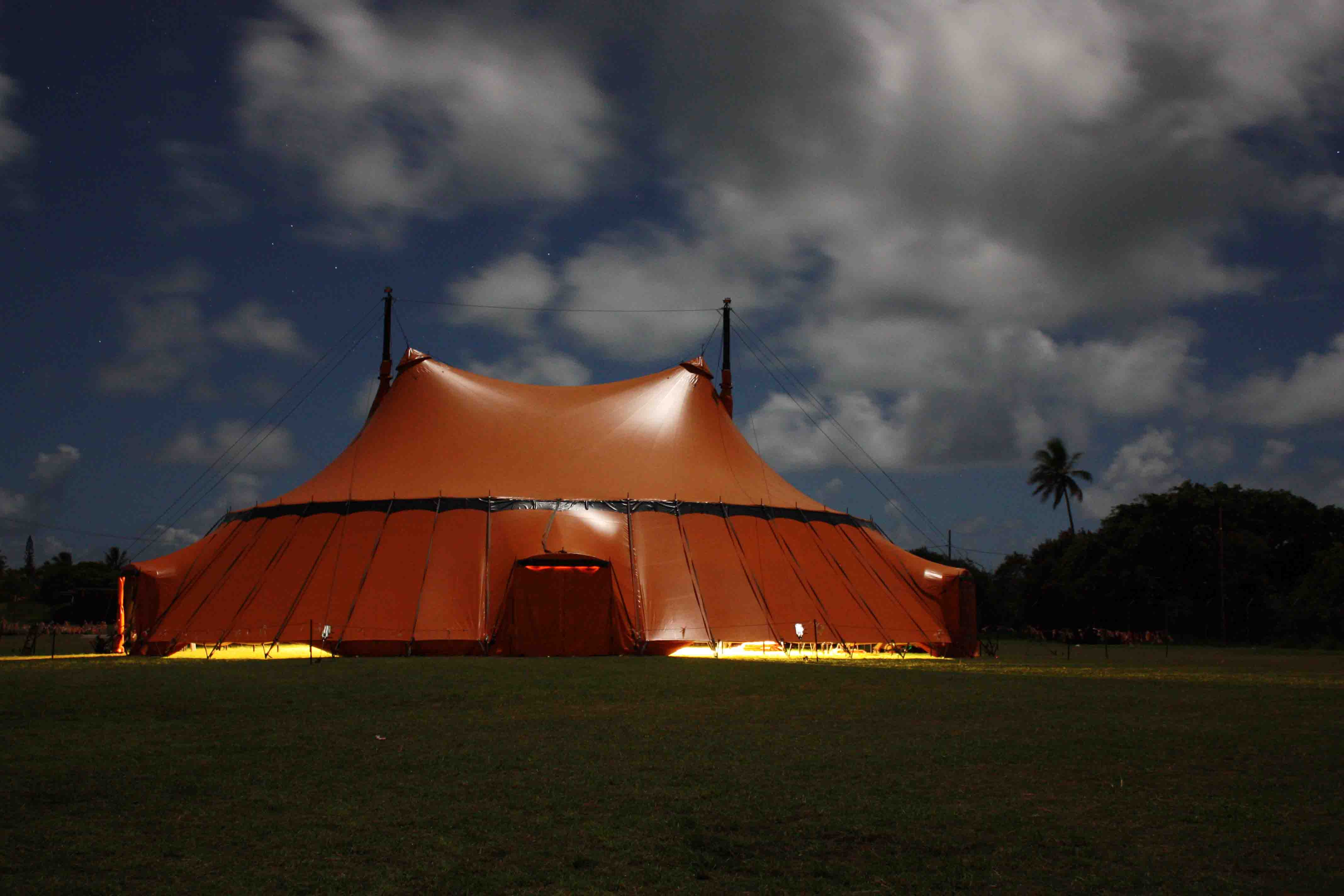
Le Chapitô de Nouvelle-Calédonie en tournée (Île des Pins, avril 2011)

À ceci s'ajoutent des structures itinérantes :
- Un projectionniste itinérant parcourt également les différentes tribus et villages de la « Brousse »[65].
- Enfin, le Chapitô[68] de Nouvelle-Calédonie est une structure itinérante de diffusion, de création et d’éducation des arts vivants, au sein d'un grand chapiteau.

## Manifestations culturelles

### Foires et fêtes rurales
Chaque année, plusieurs communes de la Nouvelle-Calédonie organisent des foires ou fêtes municipales chargées de mettre en valeur les productions typiques de la région. Elles sont aussi, pour certaines d'entre elles (surtout celles de Bourail, Koumac, Farino ou Boulouparis), l'occasion de mettre en avant une « culture broussarde » (rodéos, musique country, danses, défilés de majorettes, courses de stock-car, courses ou concours hippiques, démonstrations bovines ou équines, préparations et dégustations de plats particuliers).
Parmi les principales figurent :
- la Fête de l'igname de Touaourou, à Yaté, au début du mois de février, est généralement la première de toutes les fêtes qui ont lieu ensuite dans chaque clan ou tribu tout au long du mois de mars pour marquer la récolte de l'« igname nouvelle », et est ainsi la plus suivie et revêt une forte importance auprès des Kanak. Les ignames récoltés sont entassées en tas au centre de la tribu, sont bénies par les autorités religieuses (depuis l'implantation des missions), puis a lieu un échange coutumier avec les autres clans voisins à qui l'on offre une partie de la récolte, ainsi qu'à toutes les personnalités venues assister à la fête. Mais personne ne doit consommer un igname avant les chefs de clan et les anciens, pour lesquels les jeunes du clan préparent ces primeurs en de nombreux bougnas consommés lors d'une fête[69].
- la Fête de la Ville de Dumbéa ou Grande fête de l'Omelette géante qui se tient chaque année depuis 1984 au parc Fayard, sur les rives du fleuve Dumbéa, lors du premier week-end après Pâques, donc potentiellement entre la fin du mois de mars et le tout début du mois de mai[70].
- la Fête de l'avocat se tient chaque année à la tribu de Nece à Maré les 1er mai et le week-end le plus proche de cette date. Elle marque l'arrivée des primeurs d'avocats et sert de foire agricole et culturelle pour l'île, tout en étant la plus importante manifestation des Îles Loyauté.

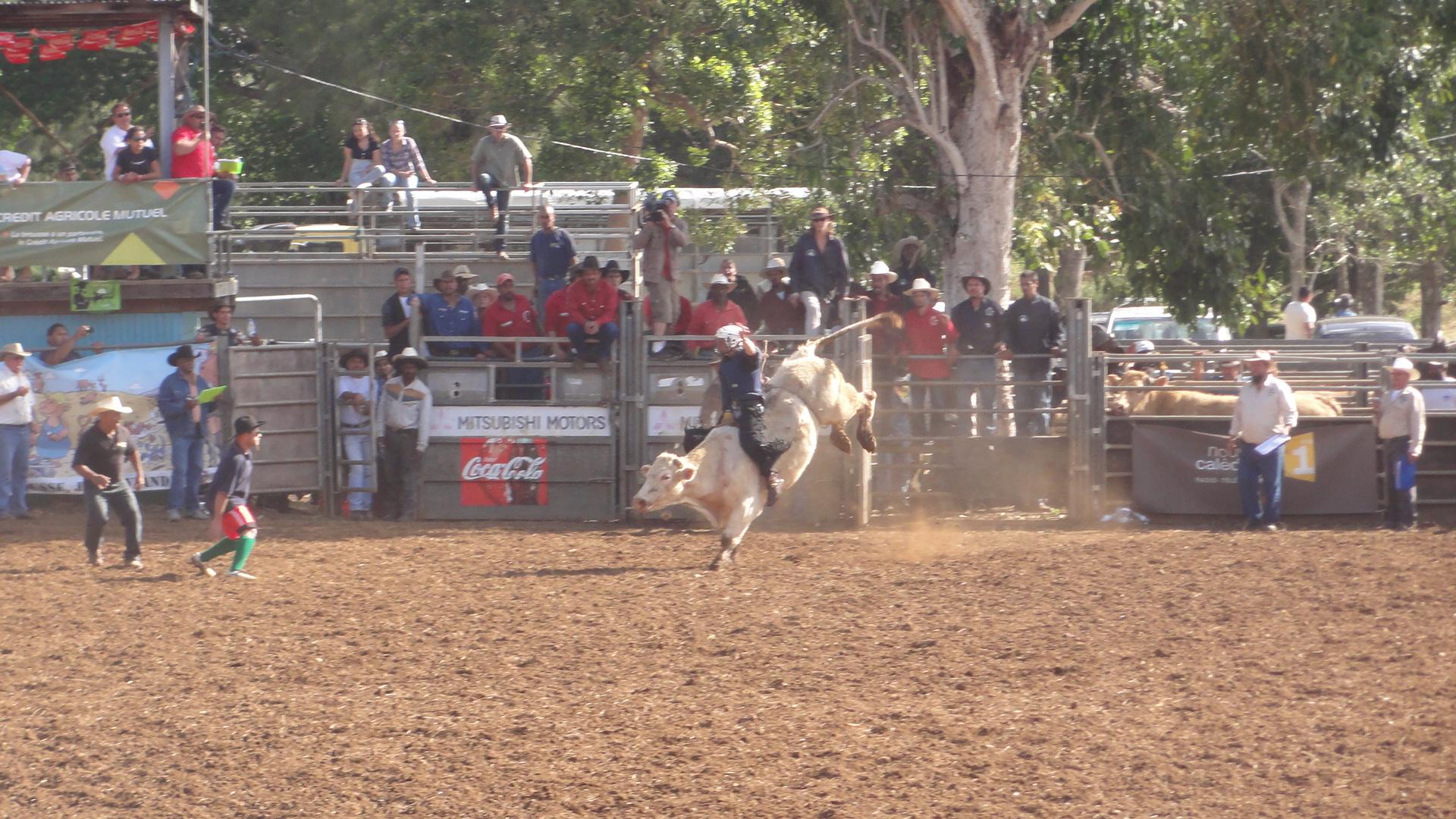
Rodéo à la foire de Bourail

- la Fête du cerf et de la crevette de Boulouparis qui se tient lors du deuxième week-end de mai[71], chaque année depuis 1997[72].
- la Fête de la génisse à la broche de Koumac organisée en mai-juin[73].
- la Foire-exposition agricole et artisanale de Bourail (FEEAB), plus généralement appelée « foire de Bourail », organisée chaque année depuis 1977 sur le site de l'hippodrome de Téné les week-ends de la semaine du 15 août. Elle est marquée par sa fantasia, son rodéo, sa course de stock-car, sa démonstration de trial, ou des démonstrations d'éleveurs (concours d'animaux, de dressage des chevaux, de menée du bétail, de tonte des moutons, de lancer de lasso, de chiens de troupeau). Elle accueille environ 25 000 visiteurs chaque année, ce qui en fait la plus importante manifestation de Nouvelle-Calédonie[74],[75].
- la Foire de Koumac et du Nord a lieu annuellement à la fin du mois de septembre depuis 1991 (avec une seule année sans édition, en 2006, tandis qu'il ne s'agissait que d'une « mini foire » entre 1987 et 1991)[76]. Il s'agit de la plus grande manifestation agricole et artisanale pour les professionnels du secteur primaire de Nouvelle-Calédonie[77], marquée par l'un des deux rodéos les plus réputés de l'archipel (avec celui de la foire de Bourail) et d'autres activités essentiellement équines (horse-ball, courses en terrain libre)[78].

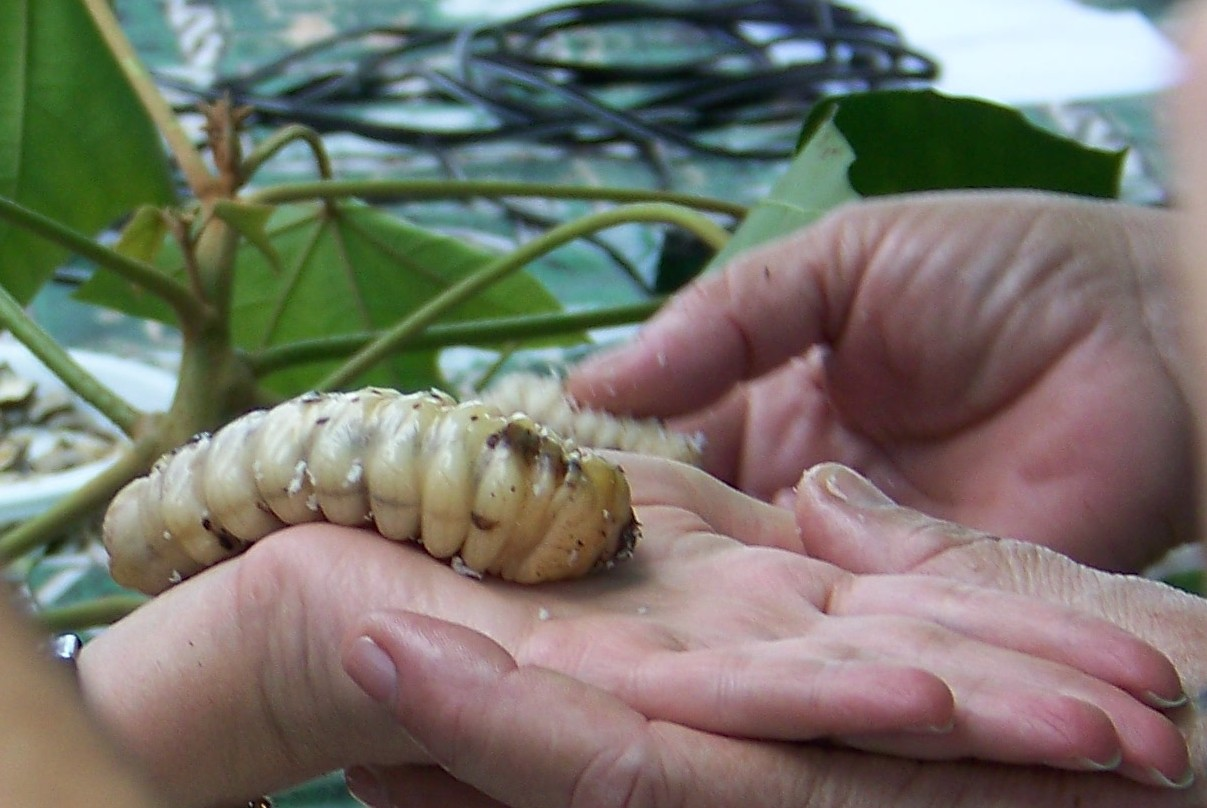
Un ver de bancoule lors de la Foire du même nom de Farino

- la Fête du ver de bancoule de Farino est connue pour sa dégustation par les touristes et visiteurs de vers de bancoule crus ou cuisinés (sautés au pastis et au beurre maître d'hôtel) et les concours organisés autour de cette larve comestible (« fouillage » dans les troncs d'arbres appelés « bancoulier », « bouffage » pour celui qui en avale le plus). Elle est organisée le deuxième dimanche de septembre par Mamie Fogliani (Éliane Fogliani, figure de ce village) qui est notamment devenue une autorité en matière de cuisine « caldoche » pour avoir présenté des émissions culinaires sur la chaîne de télévision locale dans les années 1980 et 1990, édité une série de livres de recette baptisés Les Recette calédoniennes de Nouvelle-Calédonie (Tome 1 : Viandes et Volailles, Tome 2 : Poissons et fruits de mer, Tome 3 : Salades et entrées, parus aux éditions locales Grains de Sable entre 1985 et 2005) et pour sa table d'hôte réputée située dans son village de Farino[79].
- la Fête du bœuf de Païta qui a lieu chaque année le troisième ou quatrième dimanche d'octobre depuis 1995, est l'occasion d'une foire commerciale où sont présentés des productions locales (essentiellement autour de la viande bovine, la spécialité restant les testicules de veau marinées et grillées ou encore le veau entier tourné à la broche) et d'un rodéo[80].
- la Fête du letchi de Houaïlou, qui se tient chaque année au début du mois de décembre, est l'une des plus importantes manifestations agricoles et culturelles de la côte Est de la Grande Terre.
- d'autres foires ou fêtes agricoles, moins fréquentées, sont organisées, souvent autour d'une spécialité locale, par exemple à Maré (outre la Fête de l'Avocat s'ajoute celle du Wajuyu, ou vivaneau, en novembre), Ouvéa (fête du lagon fin mai et fête du Waleï, ou igname, en juillet), Lifou (Luecilla 3000 en janvier, « Wetr est là » fin août, fête de la vanille et du miel fin octobre), Voh (fête de la robe mélanésienne fin mai, Pivot de Vook et Cœur en fête autour du Cœur de Voh début juillet et la fête culturelle et du patrimoine du pays Vook début novembre), Touho (fête communale autour du manioc fin août), Pouembout (salon de l'horticulture fin octobre), Pouébo (Journées Mwata, du nom d'un plat local à base de bananes vertes et mûres et de lait de coco, le tout enveloppé dans une feuille de bananier qui protège les ingrédients au cours de la cuisson, centrées donc sur la banane et organisées à la fin du mois d'octobre), Ponérihouen (fête de l'igname, du café et du bois en juillet), Poindimié (fête du pandanus et du cocotier en juillet), Kouaoua (fête des plantes en mai et du bambou et du cocotier en décembre), Koné (fête de la robe mission fin juin), Houaïlou (outre la fête du letchi, la fête des plantes vertes en mai ou la fête de la vannerie fin juillet), Hienghène (fête de la fleur et de l'artisanat fin août ou début septembre), Canala (fête du taro d'eau de Mia en juin, fête de la mandarine et des fruits en juillet, fête de l'igname et marché de la mer en août, fête de l'amaryllis d'Enia en octobre, la fête des heliconias et celle du taro de montagne de Haouli en novembre), Sarraméa (fête du café fin août), La Foa (fête de l'eau en mai), Thio (fête montagnarde en mai et foire en juillet), Yaté (outre la fête de l'igname de Touaourou s'ajoutent la foire et fête des produits de la mer en mai et la fête de la mer en novembre), l'Île des Pins (foire en juin) et l'île Ouen (fête de la Baleine dont la première édition doit se tenir le 7 août 2011). Une foire des Îles Loyauté se tient de manière tournante dans chacune des trois communes (Maré, Lifou et Ouvéa) en septembre.

### Manifestations musicales
Plusieurs événements musicaux fixes sont organisés chaque année :
- la Fête de la musique, comme en Métropole, chaque 21 juin, avec des concerts dans les bars, salles de spectacle ou dans les espaces publics (surtout la place des Cocotiers et ses alentours) à Nouméa, mais aussi de manière décalée en Brousse (le premier week-end de juin à Kaala-Gomen et Ponérihouen, à Poya le premier samedi de juin mais aussi plus tard le 24 septembre et le deuxième samedi de novembre, à Koné le vendredi précédant le 21 juin, à Touho le samedi précédant le 21 juin, à Koumac le jeudi suivant le 21 juin, à Houaïlou et à Ouégoa le samedi suivant le 21 juin)[81].
- le festival Live en août[82] créé en 1991 par la Grande Brasserie de Nouvelle-Calédonie (GBNC), mais dont la dernière édition a eu lieu en 1998. D'abord appelé Jazz en août avant de prendre sa dénomination définitive en 1998, il réunit des groupes locaux et internationaux (essentiellement de la zone Pacifique toutefois, notamment australiens ou néo-zélandais) de jazz, rock, soul et folk (notamment irlandaise) dans les bars, bistros, tavernes et restaurants essentiellement à Nouméa mais également sur l'ensemble du Territoire pour ses dernières éditions.
- le festival Femmes funk[83], créé en 1997 essentiellement pour promouvoir les artistes féminines de la zone Pacifique (mais pas seulement). Il organise sur un site à la fois des concerts de groupes, musiciens ou chanteurs internationaux (soul, jazz, reggae, bossa nova, rock, slam, kaneka, hip-hop...) accompagnés d'ateliers enfants ou d'initiation à l'artisanat traditionnel, tout d'abord sur le Grand Nouméa (généralement 4 jours sur le site du Centre culturel Tjibaou puis, à partir de 2009, au Centre culturel du Mont-Dore) puis en Brousse à la fin du mois de septembre et au début du mois d'octobre.
- le Kané'Kawipa Festival de Kouaoua, consacré au Kaneka, se tient chaque année en octobre depuis 2010[84].
- le festival de musique Caboko, organisé chaque année depuis 2009 à la fin du mois d'octobre à Kaala-Gomen, afin de lancer et de valoriser les groupes et artistes locaux et de renforcer la dynamique qui se construit autour de la musique[85].
- le ZigZag festival, consacré à la musique jazz, se tient chaque année à Koné en décembre depuis 2010.

### Salons et festivals littéraires
Quelques manifestations consacrées aux livres, aux bandes dessinées et à la production littéraire locale sont organisées en Nouvelle-Calédonie :
- le Festival biennal de la bande dessinée et de l'image organisé au mois d'août chaque année impaire depuis 2003 à la bibliothèque de Boulouparis, avec les dessinateurs et scénaristes locaux venus présentés leurs derniers albums et pour des séances de dédicaces, un stand de la librairie nouméenne « Montaigne » et un concours de BD[40].
- le Salon international du livre océanien (SILO) se tient chaque année depuis 2006 à Poindimié (normalement à l'hôtel Tiéti Tera et à la salle omnisports) ou à Nouméa (généralement au Centre culturel Tjibaou), sur cinq jours en septembre, octobre ou novembre. Il comprend des conférences, des débats, des présentations et lectures d'œuvres, des spectacles et jeux pour enfants autour de la lecture, un café littéraire, des soirées « contes », « théâtre », « slam - lectures » et « musique », le tout autour de l'actualité de la production et de la recherche littéraire en Océanie[86].
- le Festival biennal du Livre organisé à la fin du mois d'octobre chaque année impaire à la médiathèque de La Foa depuis 2001.

### Festivals d'audiovisuel
Trois principaux festivals touchant au cinéma sont organisés en Nouvelle-Calédonie :
- le Festival de l'image sous-marine est organisé sur six jours à la fin du mois de mars, en avril ou en juin, depuis 2010 dans la salle du Rex à Nouméa. Il organise des conférences sur le monde sous-marin et sa biodiversité, des expositions de photographies et des projections de diaporamas ou de courts-métrages, avec des œuvres locales (ouvertes à trois concours : de photographies sous-marines sur un support physique de dimensions imposées, de diaporamas sonorisés et de courts-métrages) ou issues du Festival mondial de l'image sous-marine de Marseille[87].
- le Festival du Cinéma de La Foa est organisé chaque année depuis 1999 dans la salle Jean-Pierre Jeunet (mais aussi avec des événements secondaires dans d'autres cinémas, salles de spectacle ou théâtres de Nouvelle-Calédonie), sur huit jours entre le dernier vendredi de juin et le premier vendredi de juillet, avec à chaque fois une personnalité du milieu cinématographique national ou international comme président du jury (les réalisateurs Jean-Pierre Jeunet, qui fut le premier président et qui a donné son nom à la salle de cinéma où se tient le festival, Claude Pinoteau, Jane Campion ou Patrice Leconte, les acteurs Catherine Jacob, Gérard Jugnot, Charles Berling, Marie-Christine Barrault, Philippe Torreton, Claude Brasseur, Gérard Darmon, Cécile de France ou Zabou Breitman). Il donne lieu à des projections d'une vingtaine de longs-métrages (généralement issus des grands festivals de l'année passée, notamment ceux de Cannes, Berlin, de Venis ou de Sundance, ou nommés ou récompensés par les académies nationales du cinéma comme les Oscars ou les Césars, mais aussi au moins une production de la zone Asie-Pacifique ainsi qu'un film du ou avec le président du jury), à des débats et trois concours locaux de courts-métrages dont surtout celui Groupama avec quatre prix (le prix Groupama du meilleur court-métrage, soutenu par la Fondation Groupama-Gan pour le cinéma, le prix spécial du jury Province Sud, le prix d’interprétation des Nouvelles calédoniennes et le prix Montaigne du meilleur scénario) mais aussi ceux « RFO en courts » et « BCI Jeunes talents » (pour les scolaires), ainsi qu'un concours de clips[88].
- le Festival Anûû-rû âboro (signifiant « L'Homme de l'ombre » en paicî), « festival international du cinéma des peuples », est organisé chaque année sur neuf jours à partir du troisième, quatrième ou cinquième vendredi d'octobre depuis 2007 à la médiathèque du Nord de Poindimié (avec quelques projections à l'hôtel Tiéti Tera ou en tribus). Il décerne six prix (Grand Prix du Festival Anûû-rû âboro, prix spécial du Jury, prix RFO de la meilleure réalisation technique, prix « cèikî » décerné par la société Koniambo Nickel à un jeune talent néo-calédonien, prix du jury jeunesse décerné par les lycéens de la Province Nord et Prix du film court). Sont projetés une quinzaine ou vingtaine de films en compétition internationale, cinq documentaires d'un pays donné chaque année, une vingtaine de films de Nouvelle-Calédonie ou du Pacifique, une dizaine de courts-métrages et trois films hors compétition, parfois suivis par une discussion en présence du réalisateur[53].

### Festival de spectacle vivant
Depuis 1995, une biennale consacrée aux spectacles vivants (arts de rue, théâtre, danse, musique, cirque, arts plastiques) est organisée sur six jours en octobre chaque année impaire, à Nouméa. Y participent des artistes et troupes locaux mais aussi internationaux, venant du Pacifique ou d'Europe. À chaque édition un thème différent est défini, par exemple l'aérien et le feu en 2007. Il n'a toutefois pas eu lieu en 2009.

### Fêtes civiles ou religieuses

#### Fêtes et jours fériés
| Date                                                                                     | Nom                                        | Remarques | Historique              |
| ---------------------------------------------------------------------------------------- | ------------------------------------------ | --- | ----------------------- |
| 1er janvier                                                                              | Jour de l’an                               | Premier jour de l’année ; Pour les catholiques, fête de Sainte Marie (avant le concile Vatican II, Circoncision de Jésus-Christ.) |                         |
| Lendemain du dimanche de Pâques (lundi 21 avril en 2025, lundi 6 avril en 2026)          | Lundi de Pâques                            | Pâques (fête chrétienne commune aux catholiques, aux orthodoxes et aux protestants) est le premier dimanche qui suit la première pleine lune fictive de printemps. |                         |
| 1er mai                                                                                  | Fête du Travail                            | Commémore la ratification de la journée de travail de 8 heures ; traditionnellement le jour de nombreuses manifestations syndicales et politiques en France, tant en Nouvelle-Calédonie qu'en Métropole. (La dénomination « fête du Travail » est officialisée le 29 avril 1948). Il s'agit également de la fête catholique de Saint Joseph artisan. | 1941 -                  |
| 8 mai                                                                                    | Fête de la Victoire 1945                   | Commémoration de la capitulation allemande et de la fin de la Seconde Guerre mondiale en Europe (1945), souvent l'occasion en Nouvelle-Calédonie d'entretenir la mémoire de la présence militaire américaine dans l'archipel entre 1942 et 1945. | 1953 - 1959 puis 1982 - |
| 39 jours après Pâques (jeudi 29 mai en 2025, jeudi 14 mai en 2026)                       | Jeudi de l'Ascension                       | Fête chrétienne célébrant la montée de Jésus aux cieux |                         |
| lendemain du septième dimanche après Pâques (lundi 9 juin en 2025, lundi 25 mai en 2026) | Lundi de Pentecôte                         | Lundi férié suivant la fête chrétienne de la Pentecôte célébrant la descente du Saint-Esprit sur les apôtres de Jésus de Nazareth |                         |
| 14 juillet                                                                               | Fête nationale                             | Commémoration de la Fête de la Fédération du 14 juillet 1790 (elle-même anniversaire de la prise de la Bastille en 1789). |                         |
| 15 août                                                                                  | Assomption                                 | Fête catholique célébrant la montée de la Vierge Marie aux cieux. En Nouvelle-Calédonie, ce jour, anniversaire de la capitulation japonaise, est également l'occasion de manifestations de commémorations de la Seconde Guerre mondiale et de la présence américaine (notamment au Mémorial américain de Nouméa).                                    |                         |
| 24 septembre                                                                             | Fête de la citoyenneté/Prise de possession | Seule fête civile spécifique à la Nouvelle-Calédonie commémorant la prise de possession par la France de ce territoire en 1853, et qui a évolué depuis 2004 (surtout auprès des indépendantistes ou des « accordistes ») en manifestation mettant en valeur la citoyenneté néo-calédonienne.                                                         |                         |
| 1er novembre                                                                             | Toussaint                                  | Fête de tous les saints de l’Église catholique |                         |
| 11 novembre                                                                              | Armistice de 1918                          | Commémoration de l’armistice mettant fin à la Première Guerre mondiale |                         |
| 25 décembre                                                                              | Noël                                       | Naissance de Jésus-Christ, et marque l'anniversaire pour les catholiques néo-calédoniens de la première messe célébrée dans l'archipel, en 1843 à Balade. |                         |

#### Les fêtes non fériées

##### Les fêtes civiles
- Date variable, le jour de la première nouvelle lune entre le 21 janvier et le 20 février (le 3 février 2011, le 23 janvier 2012 et le 10 février 2013) : le Têt, ou Nouvel An vietnamien, et le Nouvel An chinois, qui ont tous deux lieu le jour de la première nouvelle lune. Les deux fêtes revêtent une importance particulière pour les communautés vietnamiennes et chinoises, et donnent lieu à des manifestations et processions dans le quartier de Chinatown à Nouméa
- 14 février : La Fête des amoureux, le jour de la Saint-Valentin
- 16 février : journée de la présence indonésienne en Nouvelle-Calédonie, commémoration de l'arrivée des 170 premiers travailleurs javanais à Nouméa le 16 février 1896. Elle donne lieu à une célébration devant la stèle commémorative de cet événement inaugurée à l'Orphelinat à Nouméa en 1996, en présence de représentants de l'AINC, des institutions, du consulat général d'Indonésie et de la société civile.
- Premier dimanche de mars : la Fête des grands-mères
- 12 mars : commémoration de l'arrivée, le 12 mars 1942, des troupes américaines en Nouvelle-Calédonie. Elle donne lieu généralement à un dépôt de gerbes au Mémorial américain par l'Association des amis des États-Unis, en présence de nombreux élus et d'anciens combattants
- 22 avril et 5 mai : Journées de mémoires du drame d'Ouvéa de 1988, marquant respectivement les anniversaires de son point de départ (la prise des gendarmes de Fayaoué en otages par des militants indépendantistes) et de sa conclusion (l'assaut sur la grotte de Gossanah). Familles des victimes, gendarmes, coutumiers, représentants d'institutions et personnalités politiques ou de la société civile se retrouvent ensemble depuis 2008 pour ces deux dates, à la plaque commémorative des otages tués à la gendarmerie de Fayaoué et sur les tombes à Wadrilla des 19 militants indépendantistes tués lors de l'assaut de la grotte.
- 25 avril : Journée de l'ANZAC (ANZAC Day) qui commémore la sanglante bataille de Gallipoli entre les Australiens et Néo-Zélandais de l'ANZAC et l'armée ottomane en 1915, pendant la Première Guerre mondiale. Cette fête est célébrée (mais non fériée) en Nouvelle-Calédonie en mémoire de la présence de nombreux ANZAC aux côtés des Américains et des Français libres dans l'archipel pendant la Seconde Guerre mondiale, avec surtout un cimetière qui leur est consacré à Bourail.
- Dernier dimanche d'avril :  Jour du Souvenir des Déportés
- 5 mai : commémoration de la signature de l'Accord de Nouméa en 1998
- 9 mai : Journée de l'Europe ; anniversaire de la Déclaration Schuman (9 mai 1950)
- 10 mai : Journée annuelle de la mémoire de l'esclavage, commémoration de la reconnaissance par le Parlement français de l'esclavage comme crime contre l'humanité
- Dernier mardi du mois de mai : La Fête des voisins également nommée « Immeubles en fête »
- Dernier dimanche de mai : La Fête des mères. Si cette date coïncide avec celle de la Pentecôte, la fête des mères a lieu le premier dimanche de juin
- 8 juin : journée nationale d'hommage aux morts pour la France en Indochine (texte officiel)
- Troisième dimanche de juin : La Fête des pères
- 18 juin : commémoration de l'appel du 18 Juin 1940 du général de Gaulle, occasion d'un dépôt de gerbes à la Croix de Lorraine du Mont Coffyn à Nouméa en présence des représentants des institutions, personnalités politiques ou de la société civile et des anciens combattants.
- 21 juin : la Fête de la musique
- 26 juin : commémoration de la signature des accords de Matignon et de la « poignée de main » entre Jacques Lafleur et Jean-Marie Tjibaou, mettant fin à la période de violences des « Évènements »
- 17 août : commémoration de l'indépendance de l'Indonésie et Journée des enfants indonésiens au sein de la communauté javanaise.
- 19 septembre : commémoration du ralliement de la Nouvelle-Calédonie à la France libre le 19 septembre 1940, occasion d'un dépôt de gerbes à la Croix de Lorraine du Mont Coffyn à Nouméa en présence des représentants des institutions, personnalités politiques ou de la société civile et des anciens combattants.
- 25 septembre : journée nationale d'hommage aux Harkis et autres membres des formations supplétives (texte officiel)
- Premier dimanche d'octobre : La Fête des familles
- 31 octobre : Halloween, fête d'origine païenne, fêtée depuis peu en Nouvelle-Calédonie. Cette fête était le réveillon du jour de l'an qui était le 1er novembre, ce soir là les gens se déguisaient en monstres, fantômes.
- 5 décembre : Journée nationale d’hommage aux « morts pour la France » pendant la guerre d’Algérie et les combats du Maroc et de la Tunisie

##### Les fêtes catholiques
N.B. certaines fêtes sont indiquées ici comme non fériées du fait qu'elles tombent toujours un dimanche, et sont donc en pratique comme fériées.
- 1er janvier : Sainte Marie, Mère de Dieu
- 6 janvier : l'Épiphanie. Célébrée en France le premier dimanche après le 1er janvier du fait d'un indult papal.
- Date variable : Le Baptême du Christ (ou Baptême du Seigneur), célébré en principe en France le deuxième dimanche après le 1er janvier si l'Épiphanie du Seigneur n'est pas le dimanche 7 ou 8 janvier ; dans ce cas, le Baptême du Seigneur est célébré le lendemain de l'Épiphanie le lundi 8 ou 9 janvier.
- 2 février : Présentation du Christ au Temple (fête de tous les consacrés), ou encore Chandeleur.
- Mardi gras (soit 47 jours avant Pâques) : veille du Carême (le 4 mars en 2025, le 17 février en 2026)
- Mercredi des Cendres (46 jours avant Pâques) : début du Carême
- Jeudi de la Mi-Carême (à mi-chemin entre les Cendres et Pâques)
- 19 mars : Saint Joseph patron de l'Église, à qui la Cathédrale de Nouméa est consacrée (mémoire décalée au samedi 18 mars quand le 19 tombe un dimanche)
- 25 mars : Annonciation (fête décalée au lundi 26 mars si le 25 tombe un dimanche, ou au deuxième lundi après Pâques si Pâques est avant le 2 avril)
- 7 jours avant Pâques : Le Dimanche des Rameaux, le 5 avril 2009 et le 28 mars 2010
- 2 jours avant Pâques : Le Vendredi saint, le 10 avril 2009 et le 2 avril 2010 (férié en Alsace et en Moselle)
- Date variable : Le dimanche de Pâques (calcul expliqué dans l'article Calcul de la date de Pâques), le 12 avril 2009 et le 4 avril 2010
- 50 jours après Pâques : Le dimanche de Pentecôte
- Date variable : La Sainte Trinité, le 7 juin 2009 et le 30 mai 2010
- 28 avril : Saint Pierre Chanel, premier martyr de l'Océanie, sa fête revêt une importance particulière pour les Wallisiens et Futuniens (ce jour est d'ailleurs férié à Wallis-et-Futuna).
- 1er mai : Saint Joseph Artisan, patron des travailleurs
- 24 juin: Saint Jean Baptiste
- 29 juin: Saints Pierre et Paul
- Date variable (premier dimanche d'octobre : 4 octobre 2009, 3 octobre 2010, 2 octobre 2011, 7 octobre 2012) : pèlerinage jusqu'à la chapelle de Tomo (Boulouparis), dédié à sainte Thérèse de l'Enfant Jésus
- 2 novembre : Fête des morts
- 22 novembre : Sainte Cécile, patronne des musiciens
- 8 décembre : Immaculée Conception de la Sainte Vierge
- 26 décembre : Saint Étienne premier martyr
- Date variable : la Sainte Famille, le dernier dimanche de décembre (ou le vendredi 30 décembre si Noël est un dimanche), le 27 décembre 2009

##### Les fêtes protestantes
- 9 avril : anniversaire de l'arrivée de l'Évangile, les protestants de Nouvelle-Calédonie célèbrent l'arrivée dans l’archipel, le 9 avril 1841, des premiers missionnaires de la London Missionary Society, dans la tribu de Rô à Maré
- 31 octobre ou dimanche suivant : Fête de la Réformation, anniversaire du placard des 95 thèses de Martin Luther à Wittenberg le 31 octobre 1517 qui marque le début de la Réforme protestante. Elle est fêtée en Nouvelle-Calédonie par les deux grandes Églises réformées issues des missions protestantes (Église protestante de Kanaky Nouvelle-Calédonie et Église évangélique libre de la Nouvelle-Calédonie).

##### Les fêtes musulmanes
Les musulmans néo-calédoniens sont surtout présents au sein de la communauté javanaise et parmi les descendants des Algériens du Pacifique, notamment à Bourail.
- Dates variables : Ramadan, neuvième mois du calendrier musulman, qui s'est étalé du 11 août au 9 septembre 2010, du 1er au 29 août 2011, du 20 juillet au 18 août 2012 et durera du 9 juillet au 7 août 2013 et du 28 juin au 26 juillet 2014.
- Date variable : Aïd es-Seghir, ou « petite fête » ou fête de la rupture de jeûne, commençant au coucher du soleil du dernier jour de Ramadan et le lendemain, soit le premier jour du mois de Chawwal (le 10 septembre 2010, le 30 août 2011, le 19 août 2012, le 8 août 2013 et le 27 juillet 2014).
- Date variable : Aīd al-Kabīr, ou « grande fête » ou « fête du sacrifice », le dixième du mois Dhou al-hijja (dernier du calendrier musulman), soit le 16 novembre 2010, le 7 novembre 2011, le 26 octobre 2012, le 15 octobre 2013 et le 4 octobre 2014.